# Dr. Kovács Pál Könyvtár és Közösségi Tér
A Dr. Kovács Pál Könyvtár és Közösségi Tér Győr városának könyvtára. Nevét Kovács Pál orvos, író, publicistáról kapta, aki az első győri magyar nyelvű folyóirat, a Hazánk szerkesztője volt.

## Története

### Története
A mai értelemben vett közkönyvtár a 19. század végéig nem működött Győrben. Az 1880-as évek végétől mozgalom indult egy nyilvános közkönyvtár létesítése érdekében, amely végül Sefcsik Ferenc főlevéltárosnak köszönhetően, 1898-ban jött létre a levéltári anyagok és a könyvek gyakorlati leválogatásával, szétválasztásával. Az akkor még a városháza alagsorában berendezett állomány 1901-től már helyi kötelespéldányokkal, adományokkal (özv. Méhkerti Milkovich Zsigmondné szül. Patkóstheszéri Zámory Mária családi könyvtára) és vásárolt gyűjteményekkel (a Zittrisch család könyvtára, Stronszky Ágost csornai premontrei kanonok gyűjteménye, Karácson Imre péri plébános árverésen megszerzett hagyatéka) is gyarapodott. Az intézmény 1908-tól Városi Közkönyvtár néven lett nyilvános – a tisztviselők használatán túl – a polgárok számára is. Az olvasóteremben 18 férőhely állt rendelkezésre, a használat és a kölcsönzés ingyenes volt. A könyvtár naponta 8-12-ig és délután 2-5-ig tartott nyitva, csak 18 éven felüliek látogathatták.
Az első világháború nem kedvezett az egyre gyarapodó gyűjteménynek és a felhasználóknak, a helyben használat és a könyvkölcsönzés is megszűnt, az olvasótermet csak 1924-ben nyitották ki újra. Dr. Bay Ferenc könyvtár-levéltár igazgatói regnálása alatt a városban lévő immár 14 könyvtár együttműködött, a Győri Városi Közkönyvtár 1936-ban közgyűjtemény lett, kiállításokat rendeztek, kialakítottak egy győri gyűjteményt, de a prosperálásnak közbeszólt a második világháború, melyet követően az újbóli működés csak 1946 tavaszán kezdődhetett el. 1940-ben a levéltár és a könyvtár szervezetileg is kettévált: dr. Bay Ferenc lett a könyvtár igazgatója, főlevéltárosnak pedig Lengyel Alfrédot nevezték ki. 1951-ben – a megyei könyvtárak létrehozásának országos folyama mentén – a budapesti Központi Technológiai Könyvtár győri fiókja beolvadt a városi könyvtárba, a rákövetkező évben pedig a Győri Körzeti Könyvtár is egyesült a városi intézménnyel. Az így egyesített könyvtárak 1952. december 21-én megyei könyvtárrá alakultak, az új intézmény igazgatója dr. Bay Ferenc lett.
A Megyei Könyvtár működését a régi városháza épületében (Rákóczi F. u. 1.) kezdte meg, raktárai azonban még jó ideig az új Városháza (Városház tér) alagsorában maradtak. Az intézmény 1956. június 3-án vette fel a Téten született Kisfaludy Károly nevét, és nagyjából ekkor ünnepelhette jogelődje megalapításának 60. évfordulóját. A könyvtár „főépülete” ugyanebben az évben már a Rába-szigeten álló KIOSZK-épület lett (1964 őszétől Pernesz Gyula vezetésével), amely egy bő évtizedig adott szűkös otthont az intézménynek. A megyei könyvtár új otthonában látványos fejlődésnek indult: 1957-ben kezdte meg működését a Könyvkötészet; 1958. július 21-én – az országban másodikként – bevezették a szabadpolcos kölcsönzést; 1959. március 21-én felavatták Győr-Szigetben az első könyvtári célokra épült kerületi fiókkönyvtárat – ez utóbbit 1960-ban Nádorvárosban, 1961-ben Szabadhegyen követte hasonló intézmény.
A községi letéti könyvtárak tanácsi kezelésbe adása 1959-ben kezdődött meg a megyében: 1961 végére 52 könyvtár és 125 könyvkölcsönző működött Győr-Sopron megyében a községi tanácsok intézményeként. Jelentős előrelépés történt a legkisebb települések könyvtári ellátása terén is: az első ún. művelődési autó 1959. április 23-án indult útjára, a fellépő igények következtében 1962-től pedig egy második művelődési autót is be kellett állítani. A Kisfaludy Károly Megyei Könyvtár műszaki részlegét 1961-ben szervezték meg, és a részleg létrehozásával kapcsolódott össze a tájékoztató munka kezdeteinek kiépítése is. A könyvtár helyismereti gyűjteményének létrehozása 1962-ben kezdődött meg. Az intézmény a legifjabb olvasók ellátására 1964. augusztus 4-én megnyitotta a „Mesekönyvtárát”.
1961-ben a Kisfaludy Károly Megyei Könyvtárból kiválva 4 fiókkönyvtár kezdte meg működését, létrejön az önálló Városi Könyvtár Finta Zoltánné igazgatásával, a jelentős anyagi támogatás eredményeként pedig 1973-ra a városi könyvtári központ már 13 fiókkönyvtár munkáját segítette, amelyek biztosították a peremkerületek teljes körű ellátását.
1969-ben a KIOSZK-épületet lebontásra ítélték, ezért a könyvtár újra költözött: a Katolikus Kör egykori, Bajcsy-Zsilinszky u. 36. szám alatti épületébe. Az eleve ideiglenesnek szánt megoldás hat évig tartott: 1972 és 1975 között felújították, és könyvtári célokra alakították át a Győrmegyei és Városi Takarékpénztár mai Baross Gábor út 4. sz. alatti épületét. Az intézmény ide költözhetett 1975 őszén, és ténylegesen 1976. január 2. óta itt fogadja a látogatókat. Megmaradt viszont az előző épület is, itt nyílhatott meg 1977-ben a Gyermekkönyvtár, 1978-ban a Hangtár; ide költözhetett a Könyvkötészet; és ide került a raktári állomány egy része is. Az 1970-es évek második felében az említett újabb részlegek beindulásával kialakult a megyei könyvtár hosszabb távra érvényes osztályszerkezete: ettől kezdve hat osztály – Olvasószolgálati; Helyismereti és Különgyűjteményi; Gyermekkönyvtári és Hangtári; Állománygyarapító és Feldolgozó; Hálózati és Módszertani; Gazdasági – fogta össze a munkatársakat.
1981 októberétől Pernesz Gyula nyugállományba vonult, tőle Sinay Jenő vette át az igazgatói tisztet. 1982 januárjában kezdődött a Győri járás területén lévő kistelepülések könyvtári ellátórendszerének megszervezése, 1984 januárjától pedig a megyei könyvtárnak az iskolai könyvtárak módszertani központjává válása. 1984-ben a Művelődésügyi Minisztérium III. oszt. tudományos könyvtárrá minősítette az intézményt. Az 1980-as évek végétől a megyei könyvtár fejlesztésében a számítógépesítés egyre jelentősebb szerepet kapott: az 1988 végén a minisztériumi pályázaton elnyert első IBM kompatibilis számítógép lehetővé tette a Közhasznú Információs Szolgálat kialakításának megkezdését, amely szolgáltatás 1990. január elsejével indulhatott útjára, hogy aztán 1992. szeptember elsején kezdetét vehesse a számítógépes kölcsönzési nyilvántartás felnőtt részlegbeni bevezetése.
A régi épület az 1990-es évek elejére életveszélyessé vált; a Gyermekkönyvtár és a Hangtár 1994-től négy évre „albérletbe” került, majd az előbbit – némi bizonytalankodás után – a fenntartó megyei önkormányzat felszámolta, az utóbbi pedig – a Kötészettel együtt – a Rákóczi Ferenc u. 46. sz. alatt nyert elhelyezést. 1992 októberétől fél évig dr. Szabó Imréné volt a könyvtár megbízott vezetője, 1993. március elsejétől Tuba László igazgatta az intézményt, utódjául 2003. március elsejétől dr. Horváth Józsefet nevezte ki a könyvtár fenntartója, Győr-Moson-Sopron Megye Közgyűlése. A Kisfaludy Károly Megyei Könyvtár 1998 őszén rangos előadókat felvonultató tudományos konferencia szervezésével és jubileumi évkönyv megjelentetésével ünnepelte meg jogelődje, a Győri Városi Közkönyvtár alapításának centenáriumát. Az ezredfordulóra aztán végre kedvezőbben alakult a könyvtár raktári helyzete is: a volt Vadász-laktanya egyik épületében kialakított Közgyűjteményi Raktárban kapott kb. 500 négyzetméternyi helyet, így a Szigethy A. út 109. sz. alatti, valamint a Rákóczi F. u. 46. sz. alatti raktárak anyaga is ide kerülhetett. A 21. század fordulójának egyre intenzívebb informatikai fejlesztései lehetővé tették például a cédulakatalógus 1999. január elsejei „befagyasztását” csakúgy, mint az 1999 nyarán számítógéppel végzett állományellenőrzést. 2002 decembere óta a könyvtár honlapjáról is elérhető a katalógus, míg 2005-ben pályázati támogatással valósult meg a HunTéka nevű, HUNMARC outputtal rendelkező, MOKKA-kompatibilis integrált könyvtári rendszer használata.
Közben a városi könyvtár is fejlődött: 1981-ben – Mezei György igazgatása alatt – új könyvtár és kiállítóterem épült a Herman Ottó utcában, a Vásárcsarnok mellett, amely 1986-ra klubhelyiséggel, kiállítóteremmel és a Gyermekkönyvtárral bővült. A 2010-es évek legelejére a 2003-ban, dr. Horváth Sándor Domonkos igazgató indítványa alapján Galgóczi Erzsébet nevét felvett Galgóczi Erzsébet Városi Könyvtár és Közösségi Tér Központi Könyvtárával és a hozzá tartozó intézményegységekben (József Attila Művelődési Ház, Belvárosi fiókkönyvtár, Szentiváni fiókkönyvtár, Gyárvárosi fiókkönyvtár és közösségi ház, Szabadhegyi fiókkönyvtár, Szigeti fiókkönyvtár, Bácsai fiókkönyvtár) történő közművelődési tevékenységével, képzőművészeti kiállításaival, az általa szervezett és lebonyolított városi nagyrendezvényekkel (Győri Könyvszalon, Ünnepi Könyvhét), valamint online kulturális folyóiratával (Győri Szalon) meghatározó jelentőségű kulturális intézményként volt jelen Győrben.
2012. december 31-ével – a kulturális törvény változása kapcsán – a megyei könyvtárak a megyeszékhely városok fenntartásába kerültek, így a Galgóczi Erzsébet Városi Könyvtár és Közösségi Tér megszűnt, összevonásra került a Kisfaludy Károly Megyei Könyvtárral. A két városi szinten azonos súlyú intézmény együttese 2013. január 2-től mindkét intézmény feladatait, főépületét (Központi Könyvtár és Kisfaludy Károly Könyvtár) és szolgáltatásait megtartva Dr. Kovács Pál Megyei Könyvtár és Közösségi Tér néven funkcionált tovább. Az összevont intézmény igazgatójának dr. Horváth Sándor Domonkost nevezték ki. Az összevonás érintette a volt városi könyvtár fiókkönyvtári hálózatát is: megszűnt a Belvárosi Fiókkönyvtár, megnyílt a Marcalvárosi Fiókkönyvtár, valamint az intézmény része lett a Bezerédj-kastélyban működő Ménfőcsanaki Fiókkönyvtár. Két évvel később, 2015-ben pedig megszűnt a Bácsai Fiókkönyvtár.
Az összevonás után, 2013-ban a volt megyei könyvtár Hangtára a Rákóczi Ferenc utcából a Kisfaludy Károly Könyvtár harmadik emeletére költözött, és ugyanezen a szinten létrejött a Digitális Szolgáltatások Osztálya digitalizálási, internetes felületek, weboldalak kezelését, valamint a Győri Szalon online kulturális magazin szerkesztését végzendő feladatokkal. 2015-től kezdve további komoly fejlesztések és átalakítások kezdődtek a Kisfaludy Károly Könyvtár épületében. Az első emeleten új olvasótermet rendeztek be, a második emeleten kiállítások elhelyezésére, konferenciák megtartására is alkalmas, modern rendezvénytermet hoztak létre. (Az olvasóterem 2016-tól a második emeleten található.) 2016-ban a Herman Ottó utcai Központi Könyvtár épületének földszintjén korábban működő képzőművészeti galéria helyiségében megnyílt a Győr az olimpiákon című, állandó olimpiatörténeti kiállítás. 2017-ben a Kisfaludy Károly Könyvtár fogadószintje újult meg: egy emelettel lejjebb, a földszintre került a kölcsönzőtér, amelyet az egykori ruhatár helyén alakítottak ki. Ebben az évben megújult az intézmény weboldala.
2018-ban a könyvtár elnyerte a Minősített Könyvtár címet, valamint teljesen megújult a Kisfaludy Károly Könyvtár első emeletén az olvasószolgálati, szabadpolcos állomány részlege. Még ebben az évben, ugyanezen épületben – a Baross Gábor útra néző bejárattal – megnyílt a Lokálpatrióta – Belvárosi Könyves Polc elnevezésű könyvesbolt Győrről és győriekről szóló könyvtári saját, valamint helyi kiadók kiadványaival. 2020-ban, a koronavírus-járvány előidézte karanténhelyezetre és korlátozó intézkedésekre a könyvtár digitális műsorszolgáltató tevékenységgel, online rendezvényközvetítésekkel reagált. 2021-ben a Központi Könyvtár – emeleti – felnőtt olvasószolgálati részlege belsőépítészeti modernizáción esett át. Ebben az évben jelent meg a Győr története a kezdetektől 1447-ig című ötkötetes várostörténeti monográfia első része – a nagyszabású tanulmánykötet 16 szerző munkája, köztük találhatók régészek, történészek és művészettörténész is. 2022-ben megkezdődött az épület átfogó energetikai és esztétikai korszerűsítése a környezettudatosság, illetve a fenntarthatóság szem előtt tartásával, az energiafelhasználás minimalizálása érdekében (korszerű nyílászárók, épületszigetelés, napelemrendszer). 2022-ben az intézmény új telephelyekkel is bővült: a Bezerédj-kastély Művelődési Házzal (a kastélyban működő Ménfőcsanaki Fiókkönyvtár 2013 óta az intézmény részegysége) és a Győri Szabó József Művelődési Házzal (korábban Gyirmóti Művelődési Ház), illetve a Területi Könyvtári Szolgáltatás Osztály felújított, új helyszínre költözött. Ebben az évben modernizálásra került, letisztultabb, átláthatóbb lett az intézmény weboldala. 2023 elején pedig megkezdődött a földszinti Gyermekkönyvtár kibővítése és teljes körű belsőépítészeti megújítása az új kabalaállatok, a hódocskák köré tervezett arculattal és dizájnnal.
2024-ben a könyvtár szakmai munkája alapján – immár másodszor – elnyerte az öt évre szóló Minősített Könyvtár címet. Áprilisban a Könyvtár új szolgáltatási hellyel bővült: a Központi Könyvtár mellett megnyílt a Nyugdíjas Klubok Háza a városban működő nyugdíjas társaságok rendszeres vagy alkalmi összejöveteleinek megtartására, lebonyolítására. Május végén pedig, szintén új szolgáltatási helyként, megnyílt a Marcalvárosi Közösségi Pont, ahol a különböző lakossági csoportok összegyűlhetnek, közösen alkothatnak, beszélgethetnek. Ugyanitt került beüzemelésre Győr második könyvkölcsönző automatája is.

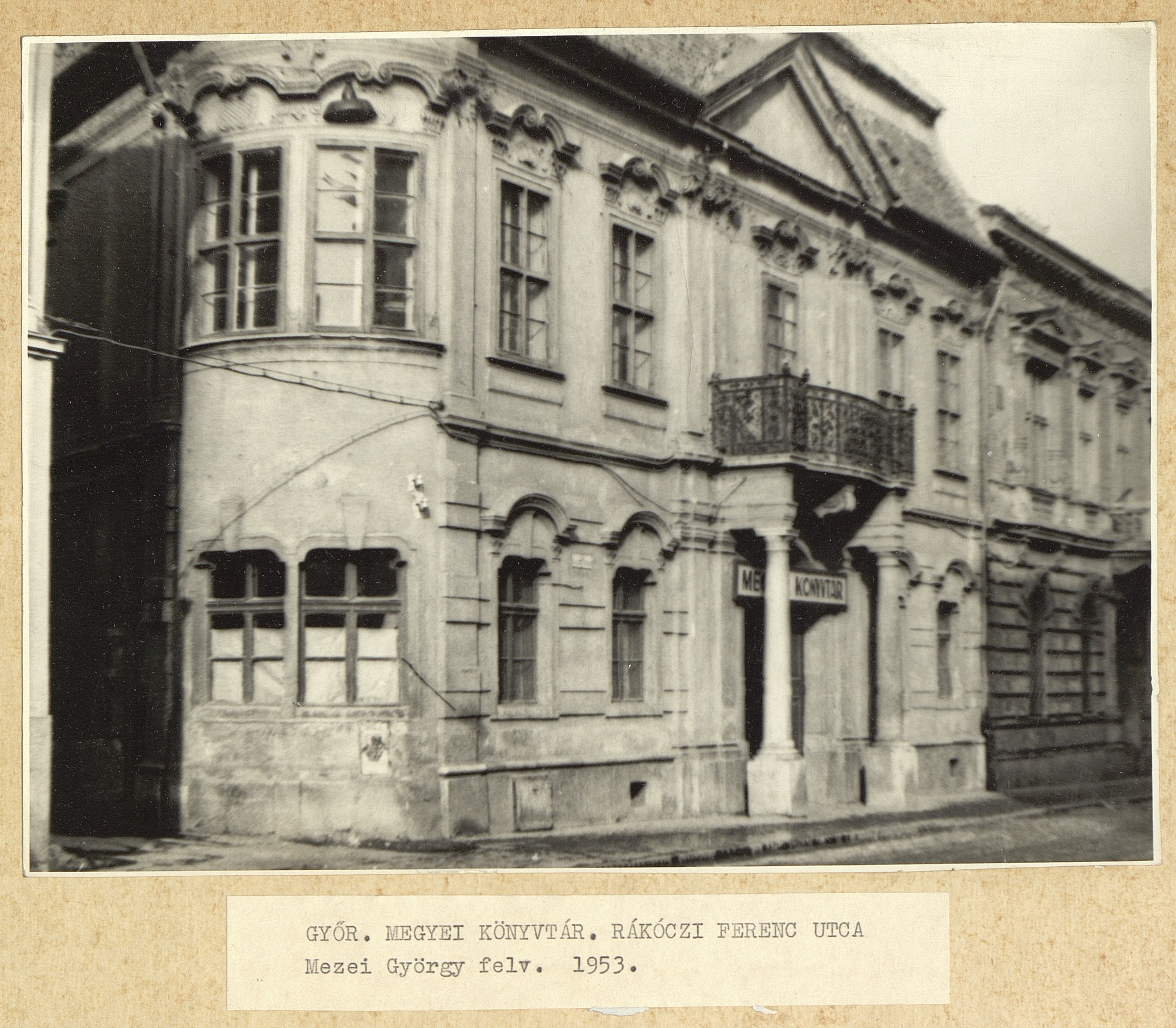
A Megyei Könyvtár Győrben, 1953-ban, a Rákóczi Ferenc utcában
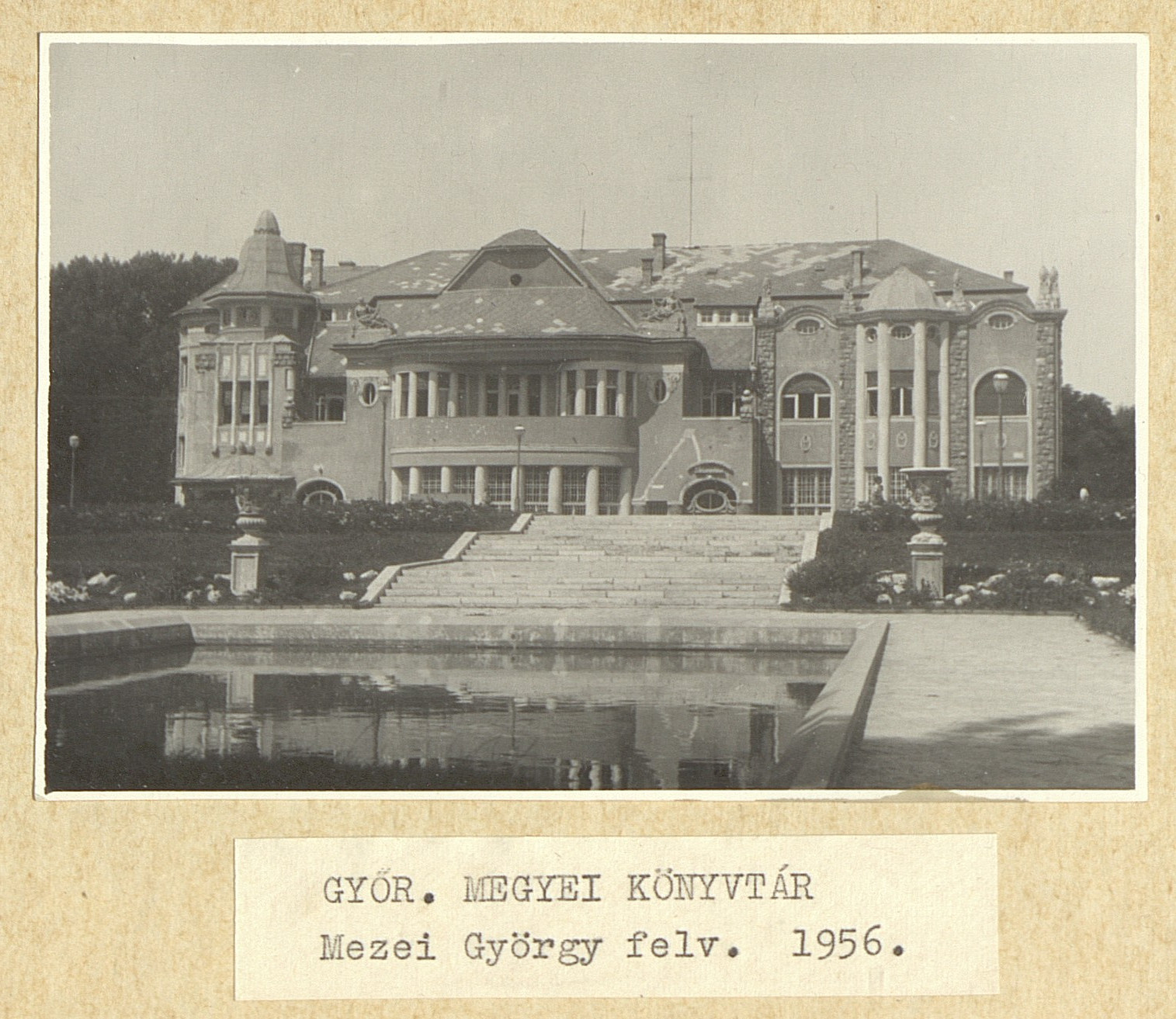
A Megyei Könyvtár Győrben, 1956-ban, a Radó-szigeten
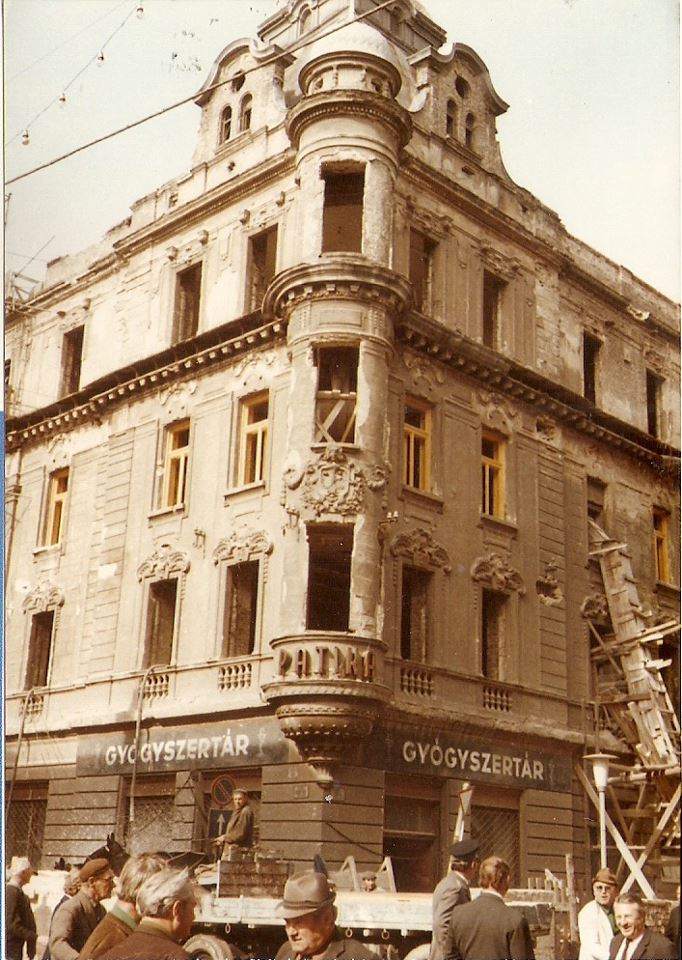
Győr, Lenin utca 4. (ma Baross utca), a Kisfaludy Károly Megyei Könyvtár leendő épülete
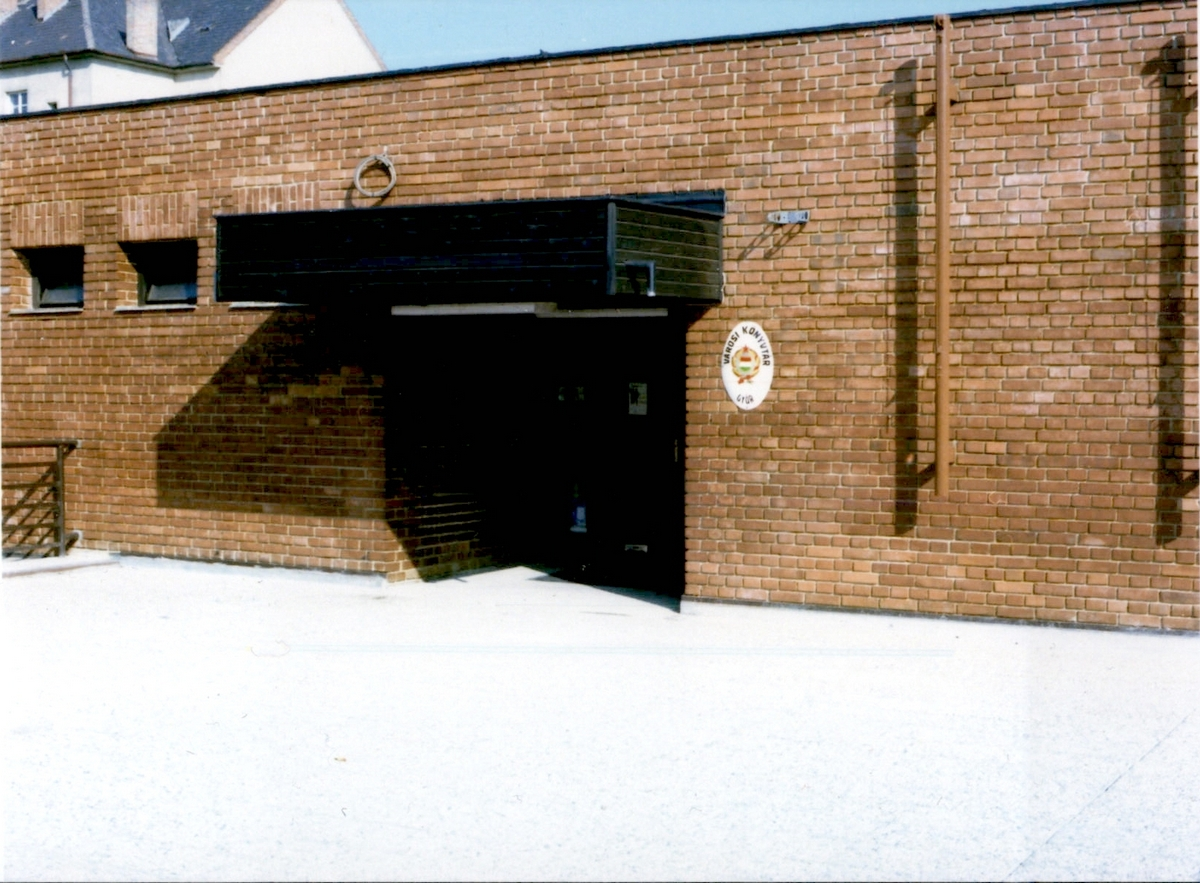
A győri Városi Könyvtár központi épülete 1981-ben, a Herman Ottó u. 22. szám alatt

### Mérföldkövek
1898 Könyvtárat hoznak létre a Városházán a levéltári, illetve könyvtári anyagok szétválasztásával.

1901 A könyvtár állománya kötelespéldányokkal, illetve adományokkal is gyarapszik.

1904 A könyvtárhoz kerül a Győr város közönsége számára felajánlott Milkovich-Zámory Könyvtár.

1908 Városi Közkönyvtár néven a város polgárai számára is elérhető lesz a gyűjtemény.

1924 A háborús évek zárvatartása után ismét megnyílik a könyvtár olvasóterme a lakosság számára.

1936 A Győri Városi Közkönyvtár közgyűjtemény lesz.

1940 A levéltár és a könyvtár szervezetileg különválik.

1949 Megkezdi működését a Győri Körzeti Könyvtár.

1951 A budapesti Központi Technológiai Könyvtár Győri Fiókja beolvad a városi könyvtárba.

1951 A Városháza épületéből a Rákóczi F. u. 1. szám alá költözik a Győri Városi Közkönyvtár.

1952 A Győri Városi Közkönyvtár és a Győri Körzeti Könyvtár egyesítésével létrejön a Győri Megyei Könyvtár.

1956 A Győri Megyei Könyvtár felveszi Kisfaludy Károly nevét.

1956 A Kisfaludy Károly Megyei Könyvtár új otthona a Radó-szigeti KIOSZK épülete lesz.

1958 Bevezetik – az országban másodikként – a szabadpolcos kölcsönzést.

1959 Győr-Szigetben felavatják az első könyvtári célokra épült fiókkönyvtárat.

1960 Megkezdi működését a Nádorvárosi Fiókkönyvtár.

1961 Fiókkönyvtár nyílik Győr-Szabadhegyen is.

1961 A megyei könyvtárból kiválnak a fiókkönyvtárak, létrejön az önálló Városi Könyvtár.

1969 A megyei könyvtár a Bajcsy-Zsilinszky u. 36. (egykori Katolikus Kör) épületébe költözik.

1973 A Városi Könyvtár már 13 fiókkönyvtár munkáját segíti, biztosítva a peremkerületek ellátását.

1976 A Kisfaludy Károly Megyei Könyvtár központja a Baross G. u. 4. szám alatti egykori banképület lesz.

1977 Gyermekkönyvtár nyílik a Bajcsy-Zsilinszky u. 36. sz. alatt.

1978 Ugyanezen épületben megnyílik a Hangtár is.

1981 A Herman Ottó u. 22. szám alatt felépül a Városi Könyvtár központi épülete.

1982 Megkezdődik a Győri Járás kistelepülési könyvtárainak ellátórendszerbe szervezése.

1984 A Művelődésügyi Minisztérium III. osztályú tudományos könyvtárrá minősíti az intézményt.

1986 A Városi Könyvtár klubhelyiséggel, kiállítóteremmel és a Gyermekkönyvtárral bővül.

1993 A Városi Könyvtárhoz integrálódik a korábbi SZMT Központi Könyvtár.

1994 A Gyermekkönyvtár és a Hangtár négy évre albérletben nyer elhelyezést a PSVMK épületében.

1994 Megnyílik a Belvárosi Fiókkönyvtár.

1998 A Hangtár és a Könyvkötészet a Rákóczi Ferenc u. 46. szám alá kerül.

1998 A Kisfaludy Károly Megyei Könyvtár Jubileumi Évkönyvet ad ki jogelődje alapításának centenáriuma alkalmából.

1998 A Városi Könyvtár szervezetéhez kerül a Győr-Szabadhegyen működő József Attila Művelődési Ház.

1999 Megszűnik a Kisfaludy Károly Megyei Könyvtár Gyermekkönyvtára.

1999 A volt Vadászlaktanya épületében megnyílik a Közgyűjteményi Raktár.

2001 Megrendezésre kerül az I. Győri Könyvszalon, elkészül a Városi Könyvtár weboldala (www.vkvt.gyor.hu).

2003 A Városi Könyvtár felveszi Galgóczi Erzsébet nevét, elindul a Győri Szalon nevű online kulturális magazin.

2006 A Galgóczi Erzsébet Városi Könyvtárban elindul a számítógépes kölcsönzés a médiatárban (HUNTÉKA integrált rendszerrel).

2008 A Galgóczi Erzsébet Városi Könyvtárban elindul a számítógépes kölcsönzés a központi könyvtár olvasószolgálatában (HUNTÉKA integrált rendszerrel).

2008 Elkészül a Galgóczi Erzsébet Városi Könyvtár új, saját fejlesztésű weblapja a (www.gevk.hu).

2008 Megnyílik az Olvasóterasz a Galgóczi Erzsébet Városi Könyvtár Központi Könyvtárában.

2013 A Galgóczi Erzsébet Városi Könyvtár beolvad a Kisfaludy Károly Megyei Könyvtárba, az egyesített intézmény neve Dr. Kovács Pál Megyei Könyvtár és Közösségi Tér lesz.

2013 Megnyílik a Marcalvárosi Fiókkönyvtár.

2013 Megszűnik a Belvárosi Fiókkönyvtár.

2013 A Dr. Kovács Pál Megyei Könyvtár és Közösségi Tér része lesz a Ménfőcsanaki Fiókkönyvtár.

2013 A volt megyei könyvtár Hangtára a Kisfaludy Károly Könyvtárba költözött.

2013 Létrejön a Digitális Szolgáltatások Osztálya.

2015 Megszűnik a Bácsai Fiókkönyvtár.

2015 Új olvasóterem jön létre a Kisfaludy Károly Könyvtárban.

2016 A Központi Könyvtárban megnyílik a Győr az olimpiákon című állandó kiállítás.

2016 Az olvasóterem egy emelettel feljebb költözik a Kisfaludy Károly Könyvtárban, ugyanezen a második emeleten modern kiállító- és rendezvényterem jön létre.

2017 A Kisfaludy Károly Könyvtár földszintjére költözött le a kölcsönzőtér.

2017 Megújul az intézmény weboldala.

2018 A könyvtár elnyeri a Minősített Könyvtár címet.

2018 Megnyílik a Kisfaludy Károly Könyvtárban a Lokálpatrióta – Belvárosi Könyves Polc könyvesbolt.

2020 Megkezdi a könyvtár a digitális műsorszolgáltatói tevékenységet.

2021 A Központi Könyvtár felnőtt olvasószolgálata belsőépítészeti modernizáción esik át.

2021 Megjelenik a Győr története a kezdetektől 1447-ig című ötkötetes várostörténeti monográfia első része.

2022 Megkezdődik a Központi Könyvtár épületének átfogó energetikai korszerűsítése.

2022 A Dr. Kovács Pál Könyvtár és Közösségi Tér része lesz a Bezerédj-kastély Művelődési Ház és a Győri Szabó József Művelődési Ház.

2022 Az intézmény Területi Könyvtári Szolgáltatás Osztály felújított és modernizált új helyszínre költözik.

2022 Modernizálásra kerül, letisztultabb és átláthatóbb lesz az intézmény weboldala. 

2022 Új kényelmi szolgáltatások kerülnek bevezetésre az intézményben: online beiratkozási lehetőség, bankkártyás fizetés, online újságolvasási lehetőség, okoseszközön Ecard könyvtári applikáció, Könyvfutár szolgáltatás az idősebb és/vagy mozgásukban korlátozott felhasználók számára.

2023 Kibővül és teljeskörűen megújul a Központi Könyvtár épületében lévő Gyermekkönyvtár.

2023 tavasza: megjelenik a könyvtár szerkesztésében és kiadásában egy nyolckötetes városrészi monográfia sorozat.

2023 szeptember: elindul a Könyvautomata szolgáltatás a városi buszpályaudvar területén kihelyezett készülékkel.

2024 A könyvtár másodszor is elnyeri a Minősített Könyvtár címet.

2024 áprilisában új szolgáltatási helyként megnyílt a Nyugdíjas Klubok Háza.

2024 júniusától új szolgáltatási helyként megnyílt a Marcalvárosi Közösségi Pont és ugyanitt a város második könyvkölcsönző automatája.

2025 január 1-től a Ménfőcsanaki Művelődési Ház és a Gyirmóti Művelődési Ház levált az intézménytől.

### Az intézmény vezetői
1898 – 1933. október 13.: Sefcsik Ferenc

1933. október – 1964. szeptember 30.: dr. Bay Ferenc

1964. október 1. ‒ 1981. szeptember 30.: Pernesz Gyula

1981. október 16. ‒ 1992. szeptember 30.: Sinay Jenő

1993. március 1. ‒ 2003. február 28.: Tuba László

2003. március 1. ‒ 2012. december 31.: dr. Horváth József

2013. január 1. ‒ jelenleg: dr. Horváth Sándor Domonkos
A megyei könyvtárral egyesített egykori intézmények vezetői:
Győri Körzeti Könyvtár:
1949. július 1. ‒ 1949. július: Horváth Géza I.

1949. július – 1949. augusztus 19.: Horváth Géza II.

1949. augusztus 20. ‒ 1951. március 31.: Varga Béla

1951. április 1. ‒ 1952. december 20.: Mezei György
Központi Technológiai Könyvtár Győri Fiókkönyvtára:
1950. január 8. ‒ 1951. június 30.: Nyitrai József
Városi Könyvtár:
1961. október 1. ‒ 1968. május: Finta Zoltánné

1968. október 1. ‒ 1974. szeptember 15.: Galgóczi Károlyné (Horváth Gabriella)

1975. január 1. ‒ 1988. december 31.: Mezei György

1989. január 1. ‒ 1993. június 30.: Orbánné dr. Horváth Márta

1993. július 1. ‒ 2003. június 30.: Kucska Ferenc

2003. július 1. ‒ 2012. december 31.: dr. Horváth Sándor Domonkos

### Díjak, elismerések
Az elmúlt évek során a könyvtár és dolgozói több neves, városi, illetve országos szakmai elismerésben, kitüntetésben részesültek, amelyek az intézmény honlapján tekinthetők meg időrendben.

## Szolgáltatási helyek
Központi Könyvtár
A Központi Könyvtár Nádorvárosban található. A könyvtár a gyűjteményére alapozott hagyományos és internetes szolgáltatásokon túl rendezvényekkel várja a látogatókat. Az Országos Dokumentumellátó Rendszer szolgáltató könyvtáraként speciális igényeket is kielégít. Olvasóterem és olvasóterasz áll az érdeklődők rendelkezésére. A Központi Könyvtár a székhelye a 11 telephelyet üzemeltető könyvtárnak, itt székel az igazgatás és a gazdasági osztály, valamint itt kapott helyet a gyűjteményszervezés és a gyarapítás is.
Az épületben található szolgáltatási pontok:
- Olvasószolgálat
- Hang- és médiatár
- Gyermekkönyvtár
- Központi Könyvtár klub
- Olimpiatörténeti kiállítás
- Nyugdíjas Klubok Háza

Kisfaludy Károly Könyvtár
A Kisfaludy Károly Könyvtár a belváros szívében, a sétálóutcán található. A könyvtár a gyűjteményére alapozott hagyományos és digitális szolgáltatásokon túl rendezvényekkel várja a látogatókat. Az Országos Dokumentumellátó Rendszer szolgáltató könyvtáraként speciális igényeket is kielégít. Helyismereti kutató, muzeális kutató, olvasóterem, gyereksarok és rendezvényterem áll olvasóink rendelkezésére. A belvárosi könyvtárban kapott helyet az intézmény online kulturális magazinja, a Győri Szalon szerkesztősége a Digitális Szolgáltatások Osztályán.
Az épületben található szolgáltatási pontok:
- Olvasószolgálat
- Hang- és médiatár
- Helyismereti gyűjtemény
- Muzeális gyűjtemény
- Rendezvényterem
- Lokálpatrióta – Belvárosi Könyves Polc

Területi szolgáltatási központ
A Területi Szolgáltatási központ Győr belvárosában, a Richter János Zeneművészeti Szakgimnáziummal (Konzi) szemben, az Árkád szomszédságában található. Az épületben két szolgáltatási pontunk is helyet kapott: az alagsorban a Kötészet, az emeleten a Területi Könyvtári Szolgáltatás osztálya található.
További szolgáltatási helyek
- József Attila Művelődési Ház
- Marcalvárosi Közművelődés
- Gyárvárosi Fiókkönyvtár és Közösségi Ház
- Győrszentiváni Fiókkönyvtár
- Marcalvárosi Fiókkönyvtár
- Szabadhegyi Fiókkönyvtár
- Ménfőcsanaki Fiókkönyvtár
- Szigeti Fiókkönyvtár
- Győri Szabó József Művelődési Ház
- Marcalvárosi Közösségi Pont

## A könyvtár állománya, gyűjteménye
A könyvtár általános gyűjtőkörű, nyilvános könyvtárként gyűjteményeihez, szolgáltatásaihoz a hozzáférést állampolgári jogon biztosítja. A könyvtár társadalmi környezete a gyűjteményszervezés szempontjából: a nyugat-dunántúli régió egyik legnagyobb közkönyvtára, elsősorban annak északi részén meghatározó a tevékenysége. Területén két egyetem működik, amelyek képzési profilja szinte valamennyi tudományterületet lefedi.

### Gyermekkönyvtár
A Gyermekkönyvtár a városban egyetlenként működik, ahol a gyermek- és ifjúsági irodalom gazdag kínálatával várja az olvasókat. Ez vonatkozik mind az ismeretterjesztő, mind a szépirodalomra. Több példányban gyűjti a sikerkönyveket és a kötelező irodalmakat. A könyvek mellett gyerekeknek szóló folyóiratok is megtalálhatók a gyűjteményben.

### Fiókkönyvtárak
A fiókkönyvtárak esetében a főgyűjtőkörbe tartoznak a kötelező irodalmak akár több példányban is, a klasszikusok, a kortárs széppróza legkiemelkedőbb alkotói, a gyermek- és ifjúsági irodalom alapművei és az igényes bestsellerek. A szakkönyvek közül válogatva gyűjtik az egyes tudományágak ismeretterjesztő szintű alapvető irodalmát. A fiókkönyvtárakba a megyei napilapot, valamint néhány szórakoztató és ismeretterjesztő folyóiratot is járatnak.

### A könyvtár különgyűjteményei

#### Hang- és médiatár
A Központi Könyvtár hang- és médiatárának gyűjteményébe a magyar és egyetemes könnyűzene, gyűjteményes válogatások, filmzenék, gyermekeknek szóló, népzenei és világzenei felvételek tartoznak, klasszikus zenéből csak a legismertebb alkotások találhatók meg benne. A zenei CD-k mellett hangoskönyvek és DVD-k is kölcsönözhetők. A Kisfaludy Károly Könyvtár hang- és médiatárának gyűjteményében pedig bakelit lemezek, zenei CD-k, hangoskönyvek, DVD-k, zenei kézikönyvek, kották, partitúrák, zenei szakfolyóiratok találhatók. Elsősorban klasszikus zenei és prózai alkotások, válogatott jazz, blues és musical felvételek, valamint a népzenei és világzenei felvételek tartoznak a gyűjteménybe. Lehetőség van a hangfelvételek helybeni meghallgatására is.

#### Helyismereti gyűjtemény
A Kisfaludy Károly Könyvtár második emeletén kialakított helyismereti gyűjtemény fokozottan védett, ezért csak helyben, a helyismereti kutatóteremben használható. A helyi vonatkozású dokumentumok találhatók meg itt, melyek egészében vagy részben a történeti Győr-, Moson- és Sopron vármegyékkel, illetve a jelenlegi közigazgatási vármegyével és annak településeivel kapcsolatosak. A gyűjtőkörbe tartoznak a helyi szerzők művei és a helyi személyekkel kapcsolatos dokumentumok, illetve a helyi kiadók és nyomdák termékei is. Minden olyan dokumentumtípust őriznek, amely helyismereti információt hordoz, így könyveket, kéziratokat, iskolai értesítőket, periodikumokat, cikkeket, képeslapokat, fotókat, kisnyomtatványokat, plakátokat, hangzó dokumentumokat, elektronikus dokumentumokat. Mindezek mellett számítógépes katalógus, valamint adatbázisok várják a látogatókat, az állományfeltáró eszközök használatához segítséget, az egyes témák kutatásához szaktájékoztatást biztosítanak.

#### Muzeális gyűjtemény
A több ezer kötetből álló Muzeális gyűjteményben egyaránt megtalálhatók az 1850 előtt megjelent könyvek, folyóiratok, térképek, valamint az 1850 után kiadott, muzeálissá minősített kötetek is. A gyűjteményben található kéziratos dokumentumok helyi vonatkozásaik révén különösen fontosak, egyedi értékkel bírnak. Műfajukat tekintve egyaránt találunk köztük naplót, kéziratos könyvet, leveleket és levelezőlapokat, a jogi írásbeliség dokumentumait, sőt még nemesi oklevelet is. A legizgalmasabb kéziratos dokumentumok Ecker János győri polgár naplói (1823-1852 között vezetett életéről és a győri eseményekről; valamint ún. színházi naplója az 1841-1849 közötti időszakról), illetve a Dr. Kovács Pál-hagyaték (szépirodalmi alkotások autográf kéziratai, vázlatok, színdarabjainak színházi súgópéldányai, levelek).
A Győrben 1727 és 1850 között, a Streibig-család tagjai által működtetett nyomda kiadványai közül több mint 800 darab található a könyvtár gyűjteményében: győri kalendáriumok; aprónyomtatványok; győri püspökök és pannonhalmi főapátok beiktatására írt alkalmi prózai írások és költemények; vallási témájú könyvek; vizsgatézisek; tankönyvek; jogi és történeti szakkönyvek; természettudományos szakmunkák. Természetesen a Streibig-nyomda szépirodalmi műveket is kiadott, többek közt itt jelentek meg Péczeli József és Révai Miklós munkái is.
A Muzeális gyűjtemény két ősnyomtatvánnyal büszkélkedhet: a legrégebbi kötet 1481-ben, Nürnbergben jelent meg, és Aeneas Silvius Piccolomini, a későbbi II. Pius pápa leveleit tartalmazza, valamint az augsburgi Ratdolt műhely kiadásában 1488-ban megjelent Thuróczy-krónikából is őriznek egy példányt. A gyűjtemény kisebb része származik a 16-17. századi könyvtermésből, az állomány legnagyobb hányadát a 18. században, valamint a 19. század első felében megjelent kötetek jelentik: a történelmi Győr, Moson, Sopron vármegyékben működő soproni, magyaróvári és kismartoni nyomdák termékei; helyi szerzők munkái (Kovács Pál, Kisfaludy Károly, Széchenyi István stb.); a témájukban helyi vonatkozású könyvek (pl. az 1598-ban, Nürnbergben megjelent német nyelvű kiadvány Győr 1598-as törököktől való visszafoglalásáról); jelentős magyar költők első kiadásai (Petőfi Sándor, Berzsenyi Dániel, Fazekas Mihály).
A Milkovics-Zámory Könyvtár anyagát a Győr melletti Koroncó községben élő özv. Méhkerti Milkovics Zsigmondné szül. Patkóstheszéri Zámory Mária 1904-ben ajánlotta fel, 7562 db szakirodalmi dokumentumot: a jogi, történelmi, vallási tárgyú kötetek mellett a gazdálkodással, a kereskedelemmel, az iparral, a numizmatikával és a botanikával foglalkozó munkák is szerepelnek a gyűjteményben. Nagy részben 19. századi kiadványok, de jelentős értéket képviselnek az 1800 előtt megjelent könyvek csoportja is.
A Muzeális gyűjtemény legkisebb részét teszik ki a térképek (pl. a még önálló Győr, Moson és Sopron vármegyék rézmetszetes megyetérképei), illetve az időszaki kiadványok között megtalálhatók például Győr első folyóiratai, a Vaterland és a Hazánk, valamint olyan periodikák, mint az Athenaeum, a Tudományos Gyűjtemény, a Rajzolatok és az Életképek. A teljes állomány már feltárt hányada elérhető az online katalógusban, egy része pedig digitalizált formában is hozzáférhető a digitális könyvtárban.

#### Idegen nyelvű gyűjtemény
Az idegen nyelvű gyűjtemény segíti a nyelvtanulást, az információszerzést, támogatja a tanulást, az oktatást, az általános tájékozódást. A gyűjtemény egy- és többnyelvű szépirodalmi és egynyelvű szakirodalmi anyagot tartalmaz, alapvetően nyomtatott dokumentumokat, és annak mellékleteként hanghordozókat.

## A könyvtár szolgáltatásai
A könyvtár széles körű, folyamatosan bővülő szolgáltatásokkal várja a látogatókat:
- Kölcsönzés
- Tájékoztatás, Online tájékoztatás
- Irodalomkutatás
- Helyben használat
- Előjegyzés
- Könyvtárközi kölcsönzés
- Internethasználat, Wifi
- Dokumentumküldés
- Laptapír
- E-tanácsadás
- Digitális másolat készítése
- Fénymásolás
- Nyomtatás
- Könyvklub
- Könyvfutár
- Pelenkázó pont
- Könyvkölcsönző automata

## A könyvtár egyéb tevékenységei

### Rendezvények
A könyvtár alapító okiratában meghatározott alaptevékenységei között szerepel a közművelődési feladatok ellátása, azaz a hagyományos közösségi kulturális értékek gondozása. A közösségi tér funkciót, a rendezvények szervezését, összehangolását a város más kulturális programjaival, valamint a lebonyolítást a közművelődési osztály látja el. A programszervezés az intézményi stratégiához, átgondolt közművelődési koncepcióhoz igazodva folyik, szem előtt tartva, hogy minden korosztály és minden érdeklődési terület (zene, film, színház, tánc, irodalom, sport, gyerekprogramok stb.) megtalálja a neki való szórakozási, ismeretszerzési, művelődési lehetőséget. Évente több mint 1000 – általában ingyenes – programmal várják az érdeklődőket nemcsak a közművelődési helyszíneken, hanem a Központi Könyvtár olvasószolgálatában, a Gyermekkönyvtárban, a fiókkönyvtárakban, valamint a Muzeális gyűjteményben is. Kiemelt jelentőségű, többnapos rendezvények az Ünnepi Könyvhét és Gyermekkönyvnapok, valamint az Országos Könyvtári Napok és a Győri Könyvszalon.

### Könyvtári órák
A díjmentes szolgáltatás színesíti, megkönnyíti az iskolai és óvodai oktató-nevelő munkát. Könyvtári eszközökkel nyújt segítséget ahhoz, hogy a gyermekek számára természetessé váljon az önálló ismeretszerzés, hogy készségszinten használják a kézikönyveket, hogy elsajátítsák az információkeresés hagyományos és modern technikáit. A nagycsoportos óvodásoknak és kisiskolásoknak lehetőséget teremtenek a könyvtárlátogatásra, így az olvasás népszerűsítés, valamint a könyv- és könyvtárhasználatra nevelés együttesen valósulhat meg. Tanórákat, játékos foglalkozásokat tartanak, továbbá könyvtárbemutatót és könyvtárhasználati rendhagyó órát felső tagozatos és középiskolai osztályok részére is.

### Kistelepülési ellátás
A könyvtár tevékenységében kiemelkedő helyet foglal el a térségi szolgáltatás: az intézmény 2013-tól a Kisalföldi Könyvtárellátási Szolgáltató Rendszer (KSZR) működtetésével biztosítja Győr-Moson-Sopron megye 5000 főnél kisebb lakosságszámú településein élők minőségi könyvtári szolgáltatásokhoz jussanak, melyek közé tartozik a dokumentumszolgáltatás; az információszolgáltatás, számítógépes szolgáltatás; a közösségi szolgáltatások; a képzés, továbbképzés; valamint könyvtárszakmai szolgáltatások.

### Kötészeti szolgáltatások
A könyvtár könyvkötő műhelyt is fenntart, egyrészt saját állományának kötészeti munkálataira, de vállalja – korlátozott számban – könyvek javítását és újrakötését, valamint folyóiratok kötését külső felhasználók számára is.

### Győri Könyvszalon
A Győri Könyvszalon Győr Megyei Jogú Város Önkormányzatának háromnapos rendezvénye a Dr. Kovács Pál Könyvtár és Közösségi Tér szervezésében. Az évente ősszel, november hónapban megrendezett könyvünnepen könyvbemutatók, előadások, zenei és színházi programok, gyerekműsorok kapnak helyet a legjelentősebb magyar könyvkiadók felvonulása mellett. A győri önkormányzat 2001-ben, a francia testvérváros, Colmar mintájára rendezte meg először a Könyvszalont. 2002 óta minden évben Alkotói Díjat adnak át a rendezvényen, amelyet korábban a győri könyvtári kölcsönzések alapján megítélt legnépszerűbb, majd később a könyvtár javaslata alapján egy kortárs magyar szépírónak adnak át a Könyvszalon ünnepélyes megnyitóján. Az elismerésül szolgáló oklevél mellett átadásra kerül egy kisplasztika is, mely előbb Lipovics János, majd 2010-től Lebó Ferenc szobrászművész alkotása, 2019-től pedig Botos Péter üvegszobrász plasztikája.

### Győri Szalon
A Győri Szalon a Dr. Kovács Pál Könyvtár és Közösségi Tér naponta többször frissülő, online kulturális magazinja, amely főként Győr szellemi pezsgéséről, kulturális életéről tájékoztat. Alapvető feladatának tekinti értékeink ápolását, további feltárását, a városhoz kötődő személyek életének és munkájának bemutatását. Hírt ad kiállításokról, könyvekről, filmekről, koncertekről, színpadi produkciókról, művészeti és kulturális eseményekről. Programokat ajánl, fontos helyi kiadványokra hívja fel a figyelmet, szól pályázatokról, fesztiválokról, konferenciákról, jeles napokról és évfordulókról. Partneroldalai segítségével kitekint az ország, sőt adott esetben a nagyvilág kulturális eseményeire is. Igyekszik minden korosztályhoz szólni, magazin jellegű írásai ismeretterjesztő és szórakoztató módon kínálnak olvasnivalót, nemegyszer olyan, a kultúra legszélesebb értelmében vett érdekességeiről, amelyek magyarul máshol nem olvashatók.

### Kiadványok
A könyvtár rendszeresen jelentet meg önállóan vagy társkiadásban különféle témájú és szerzőségű köteteket, amelyek megvásárolhatók a Központi Könyvtárban és a Kisfaludy Károly Könyvtárban, illetve esetenként ingyenesen letölthetők digitális formában az intézmény Digitális Könyvtárából.

### Saját fejlesztésű adatbázisok
A könyvtár saját fejlesztésű és folyamatosan bővülő adatbázisokkal is rendelkezik. Az Életrajzi bibliográfiák természettudósok, műszaki alkotók, orvosok lezárt életrajzait tartalmazza 1960-tól kezdődően, egy helyre és egységbe szerkesztve. A Vármegyei évfordulónaptár a Győr-Moson-Sopron vármegyéhez kötődő (itt született, tevékenykedett, meghalt) személyiségek évfordulóinak havi bontásba rendezett válogatása. A Vármegyei kitüntetések és kitüntetettek 17 vármegyei kitüntetés kronológiai felsorolásba szedett díjazottjai az alapítástól a jelenig terjedően, az elismerések leírásainak feltüntetésével. A Nevezetes napok évfordulókhoz, eseményekhez kapcsolódó világ- és nevezetes napok gyűjteménye havi bontás szerinti, valamint ABC-sorrendbe rendezve néhány soros ismertetéssel és további ajánlott irodalommal. Mindezek mellett hatalmas kínálatú adatbázis érhető el kölcsönözhető filmekből és hangoskönyvekből.

### Tanfolyam, képzés
A könyvtár szakmai képzéseket és felhasználói tanfolyamokat szintén szervez, melyekre regisztrációtól és beiratkozástól függetlenül bárki jelentkezhet. Ide tartozik például a Segédkönyvtáros szakmai képzés, amely elméleti és gyakorlati ismeretek mentén kínál akkreditált felnőttképzési lehetőséget a könyvtáros szakma iránt érdeklődőknek.

### Weboldalak
A könyvtár saját honlapján kívül több hasznos weboldallal is rendelkezik, melyek között találhatók speciális (Digitális Könyvtár), tematikus (Győr 1944), rendezvényhez kapcsolódó (Győri Könyvszalon), szakmai (Kisalföldi Könyvtárellátási Szolgáltató Rendszer) és magazin jellegű (Győri Szalon) honlapok is.

#### Katalógus
A könyvtár gyűjteményeiben való tájékozódást online katalógus segíti – akár otthonról is. A beiratkozott olvasók megnézhetik saját személyes adataikat, kölcsönzéseiket; hosszabbítást, félretételt és előjegyzést kérhetnek, és üzenetet küldhetnek a könyvtárosoknak.

#### Digitális Könyvtár
A Digitális Könyvtár tartalmazza a könyvtár digitalizált dokumentumait: képeslapokat, kisnyomtatványokat, folyóiratokat, könyveket és elektronikus dokumentumokat, melyek böngészhetők, kereshetők, letölthetők, nyomtathatók és felhasználhatók.

#### Kisalföldi Könyvtárellátási Szolgáltató Rendszer
A Kisalföldi Könyvtárellátási Szolgáltató Rendszer szakmai weblap a könyvtár egyik alaptevékenységéhez, a területi könyvtári szolgáltatáshoz, melynek feladata a községekben élő lakosság minőségi könyvtári ellátásának megszervezése.

#### Győr 1944
A Győr 1944 egy tematikus honlap, amely digitalizált dokumentumok (fotók, sajtóanyag, monográfiák) felhasználásával a győri zsidóság múltját, a holokausztot megelőző időszakot fogja át, különös tekintettel az 1944-es eseményekre.

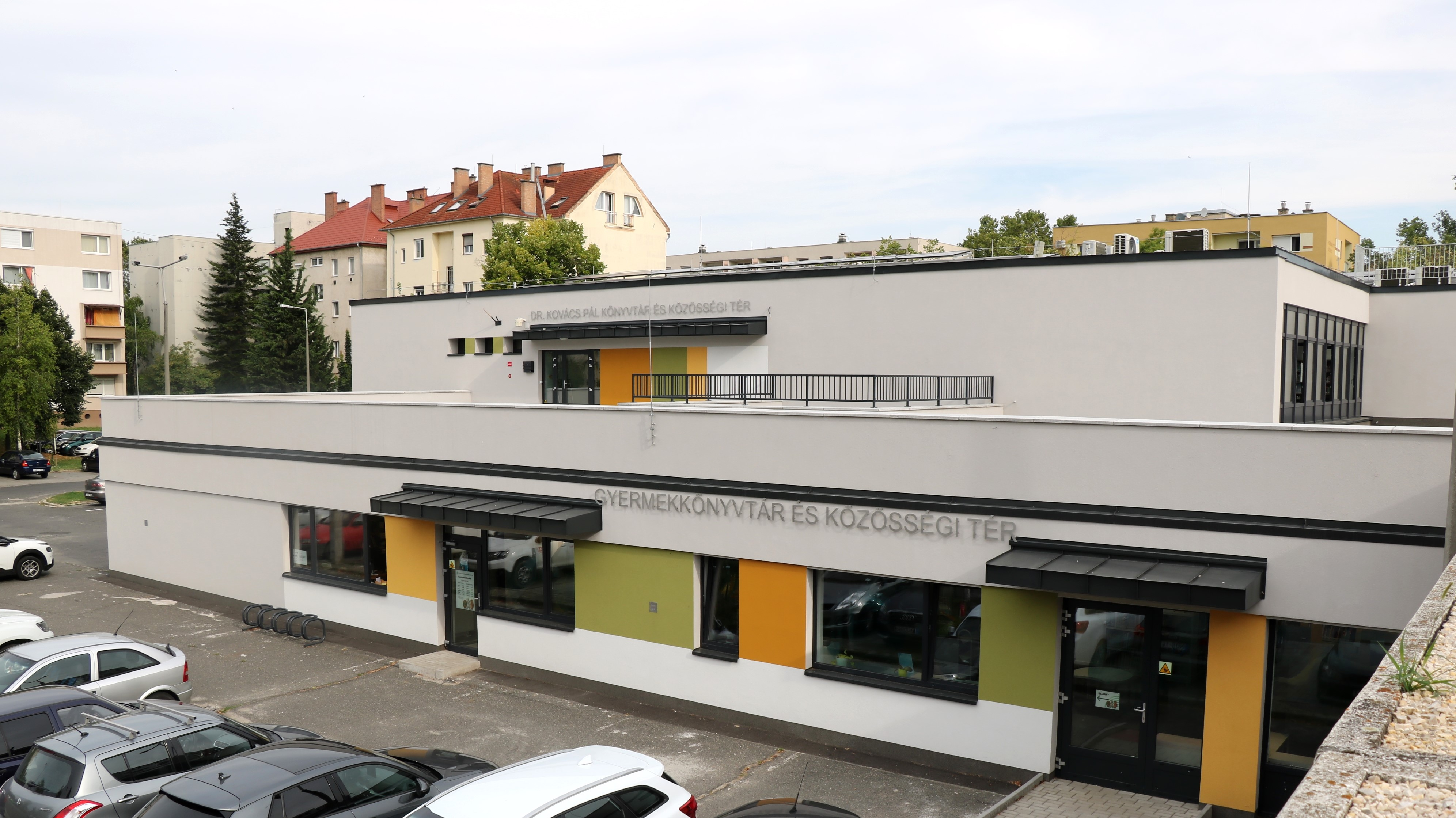
A Dr. Kovács Pál Könyvtár és Közösségi Tér Központi Könyvtárának épülete Győrben, 2023-ban, a Herman Ottó u. 22. szám alatt
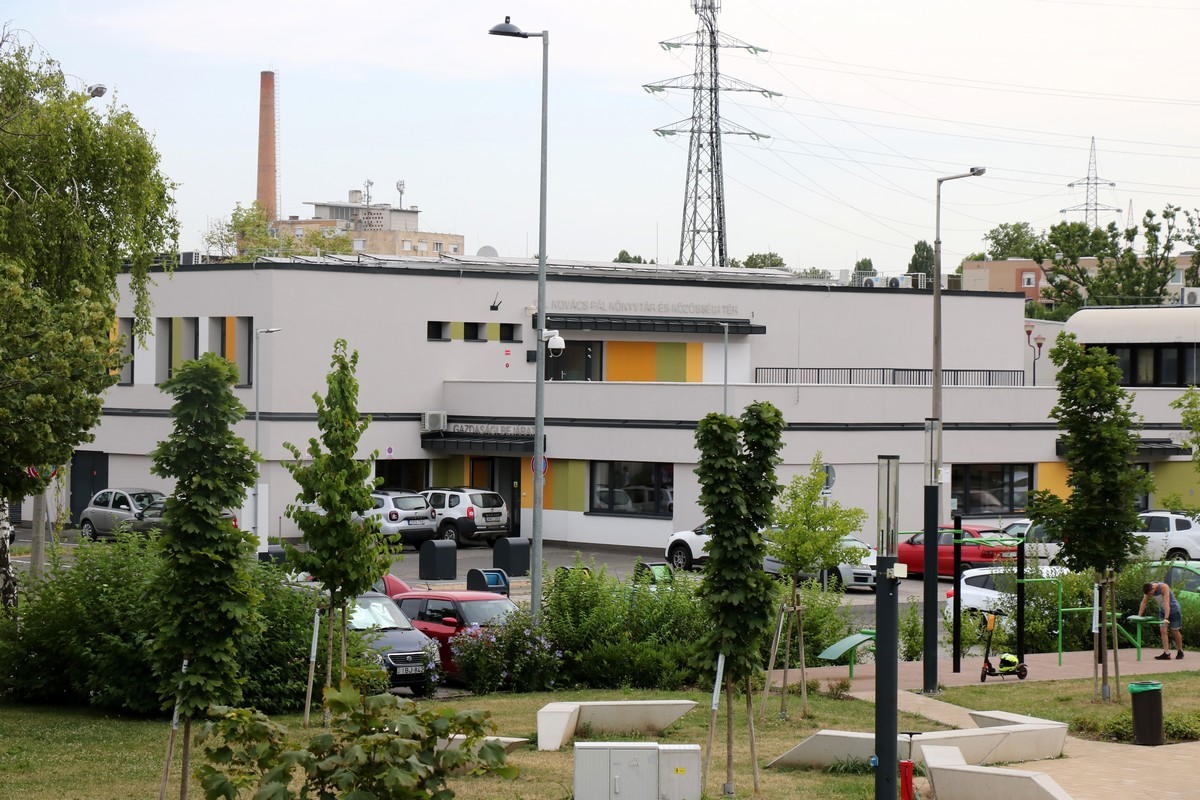
A Dr. Kovács Pál Könyvtár és Közösségi Tér Központi Könyvtárának épülete Győrben, 2023-ban, a Herman Ottó u. 22. szám alatt
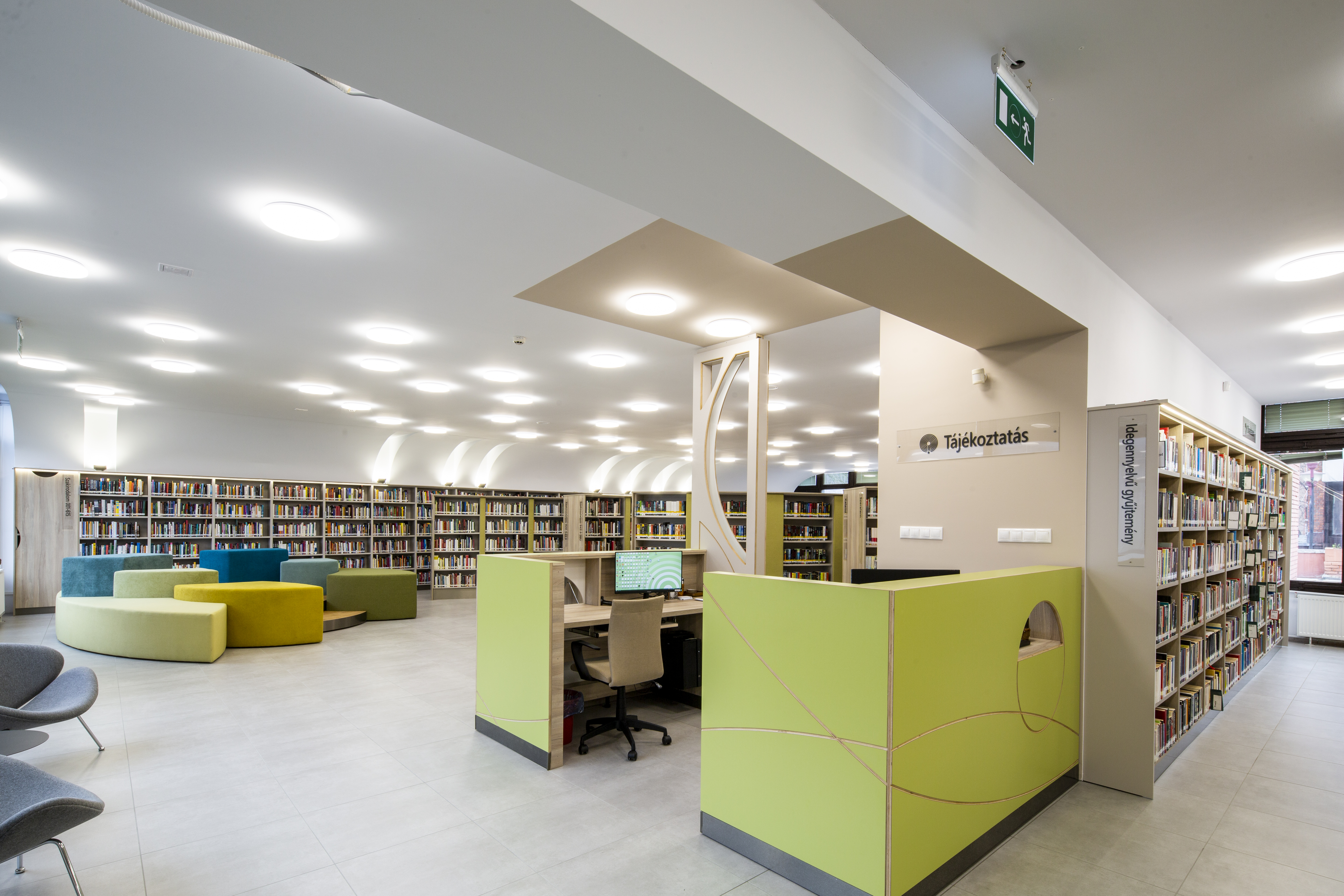
A Dr. Kovács Pál Könyvtár és Közösségi Tér Központi Könyvtárának felnőtt olvasószolgálata
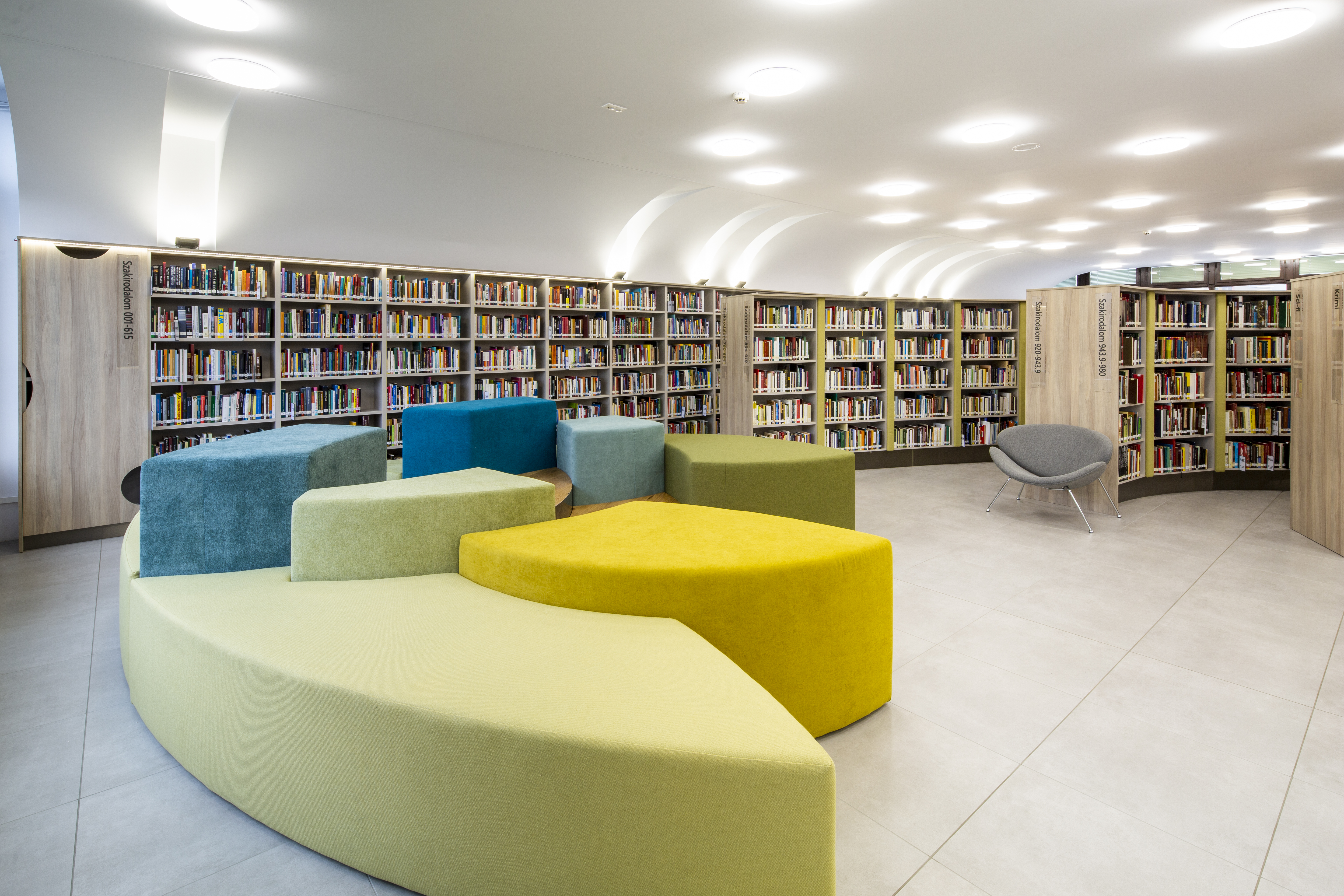
A Dr. Kovács Pál Könyvtár és Közösségi Tér Központi Könyvtárának felnőtt olvasószolgálata, az agora
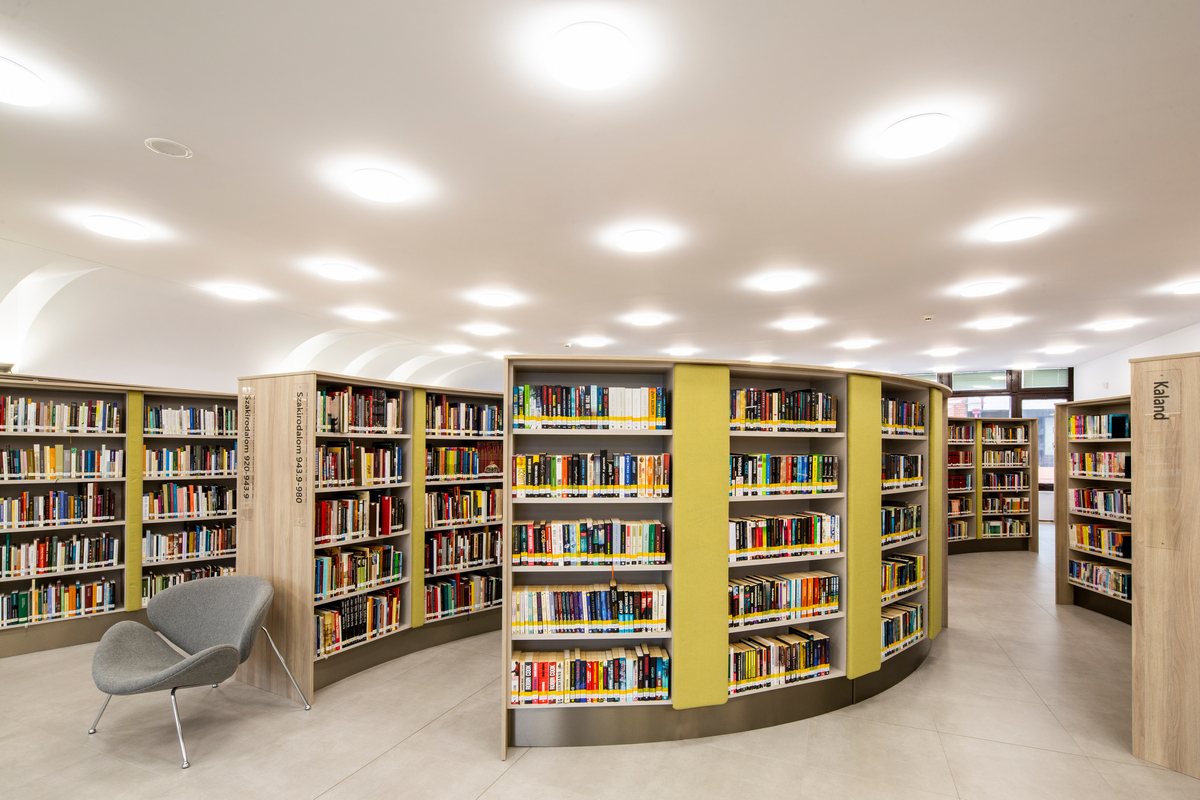
A Dr. Kovács Pál Könyvtár és Közösségi Tér Központi Könyvtárának felnőtt olvasószolgálata, a szabadpolcos állomány
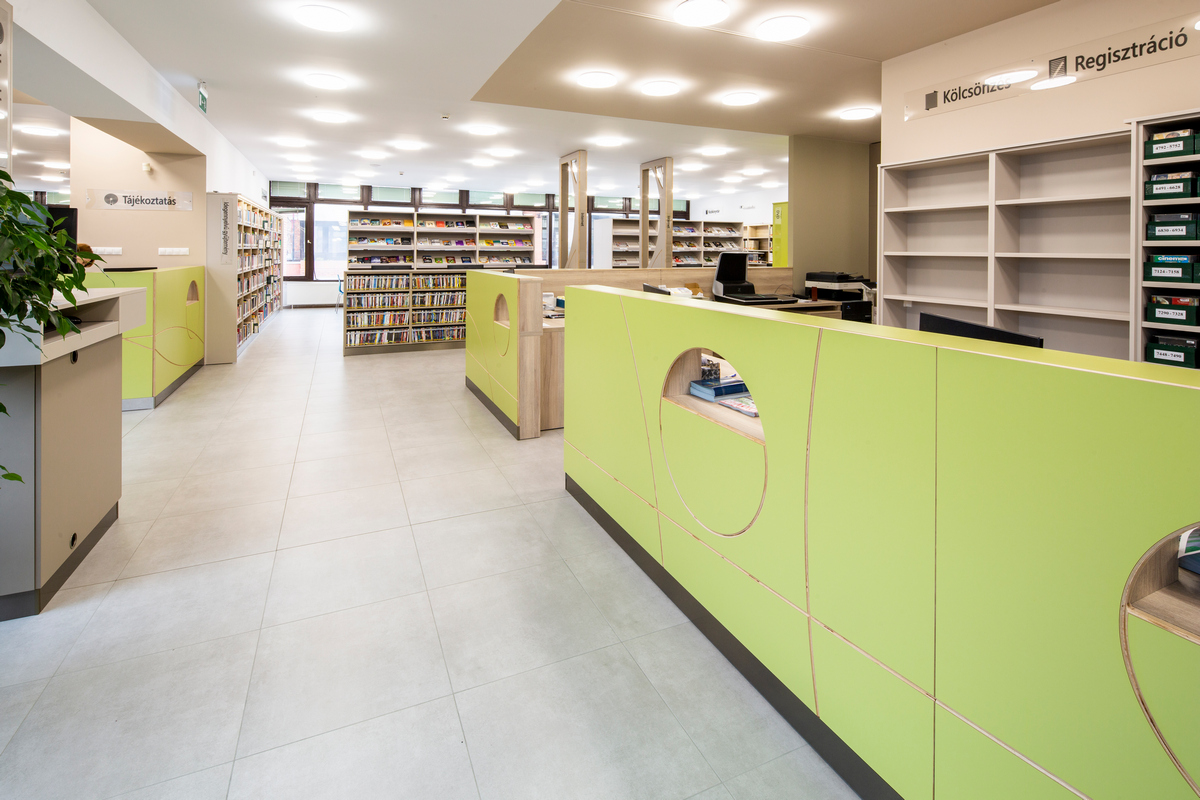
A Dr. Kovács Pál Könyvtár és Közösségi Tér Központi Könyvtárának felnőtt olvasószolgálata, a kölcsönzőpult

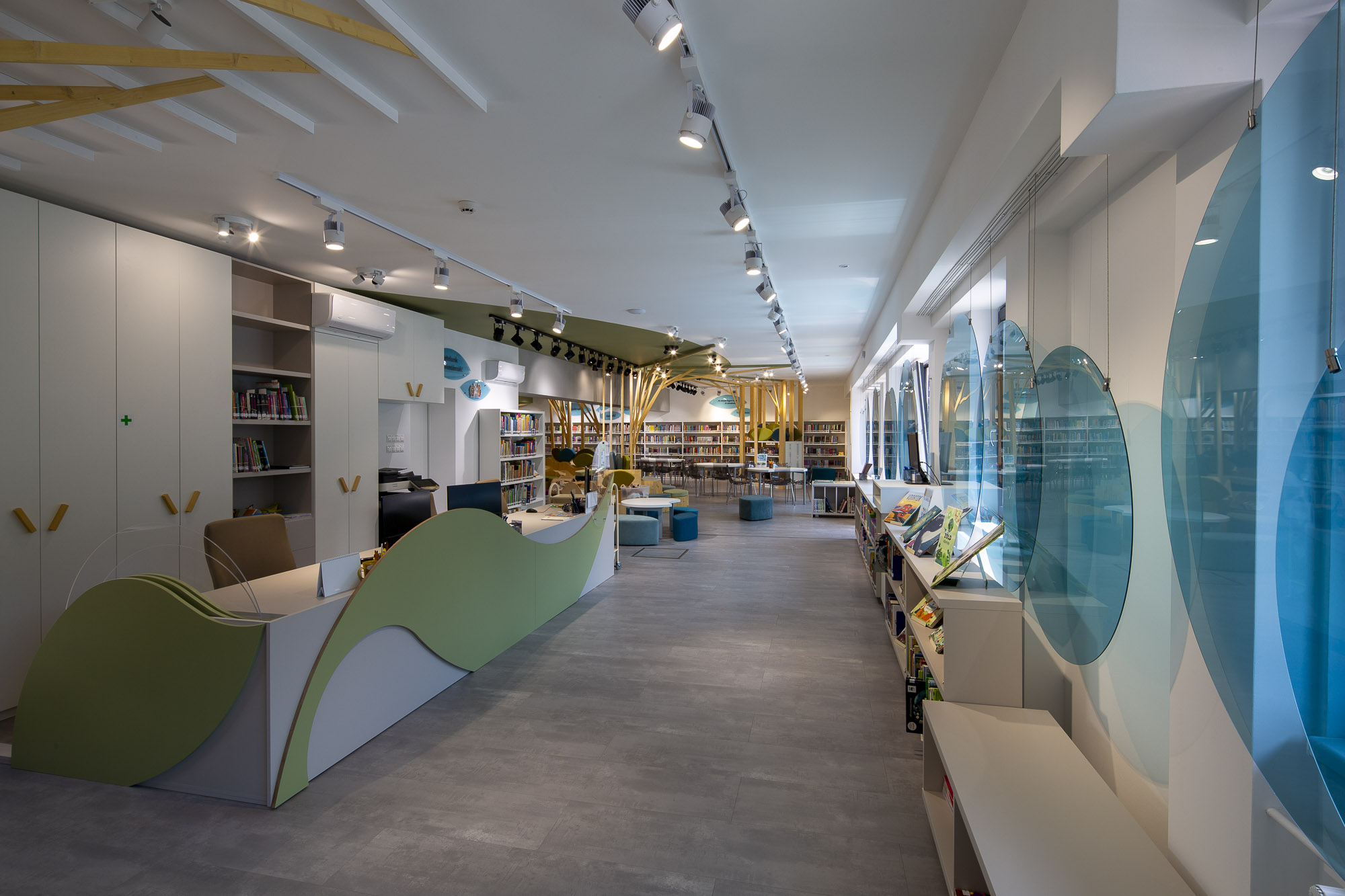
A Dr. Kovács Pál Könyvtár és Közösségi Tér Gyermekkönyvtára 2023-ban
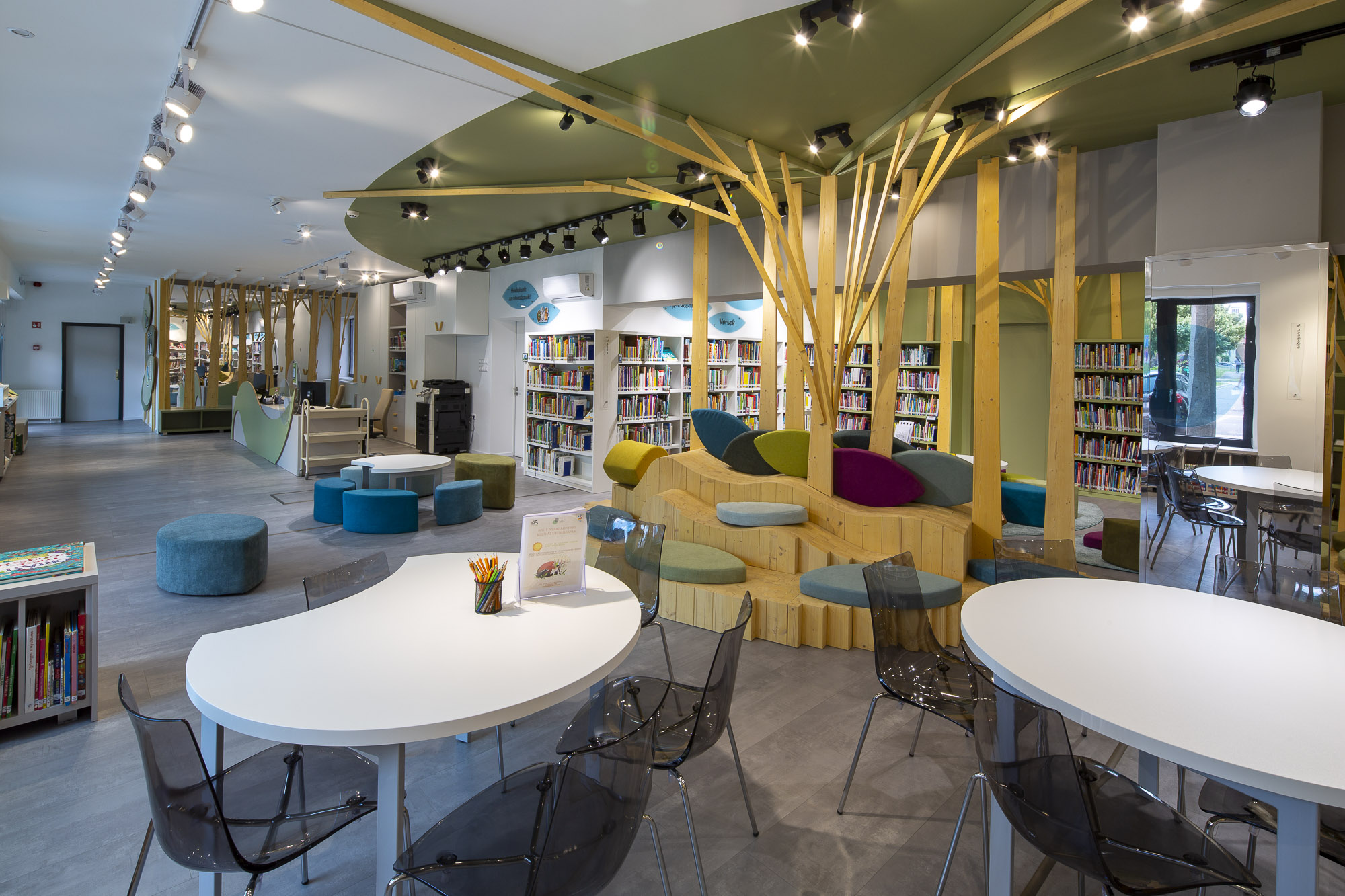
A Dr. Kovács Pál Könyvtár és Közösségi Tér Gyermekkönyvtára 2023-ban
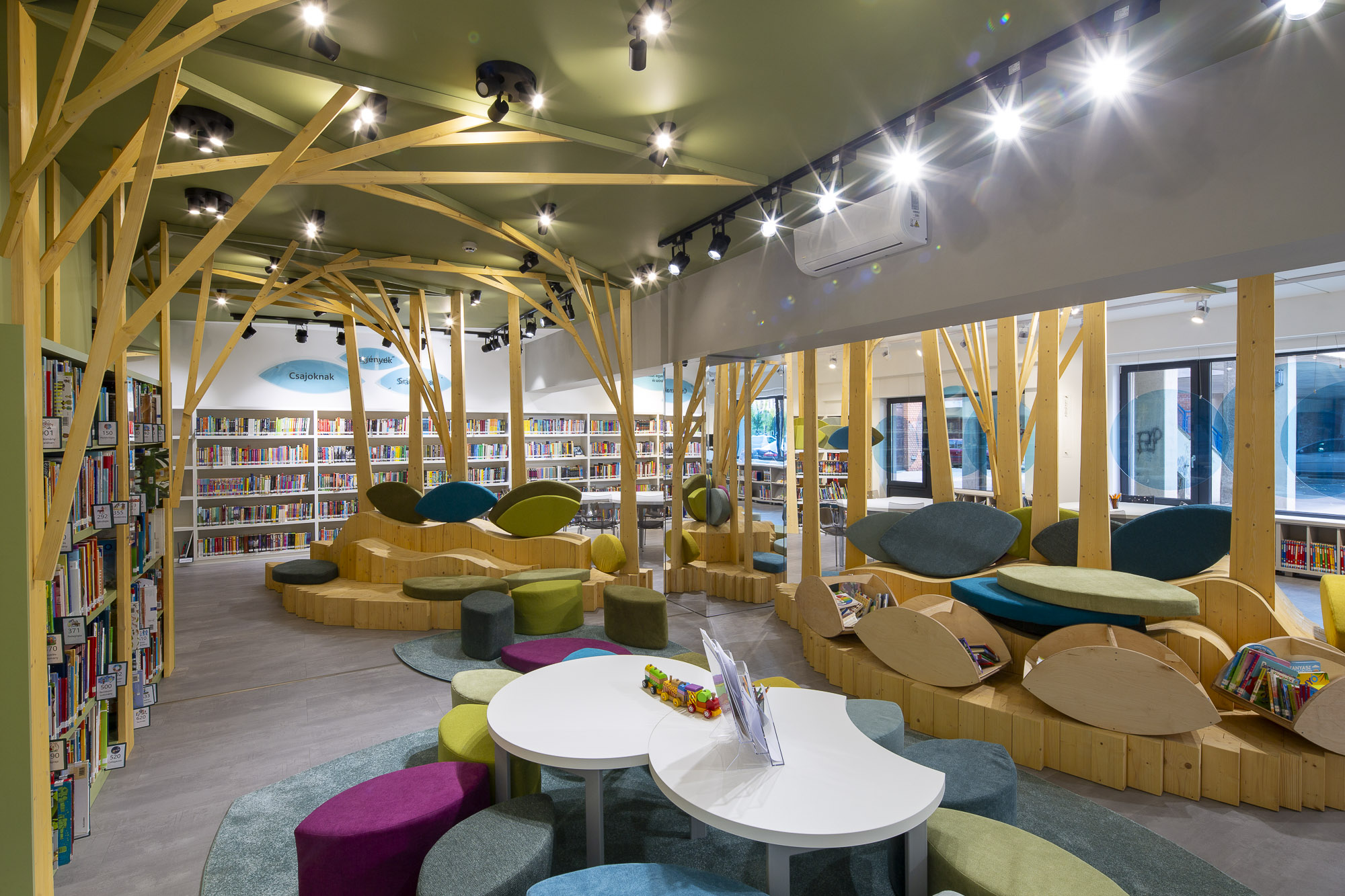
A Dr. Kovács Pál Könyvtár és Közösségi Tér Gyermekkönyvtára 2023-ban
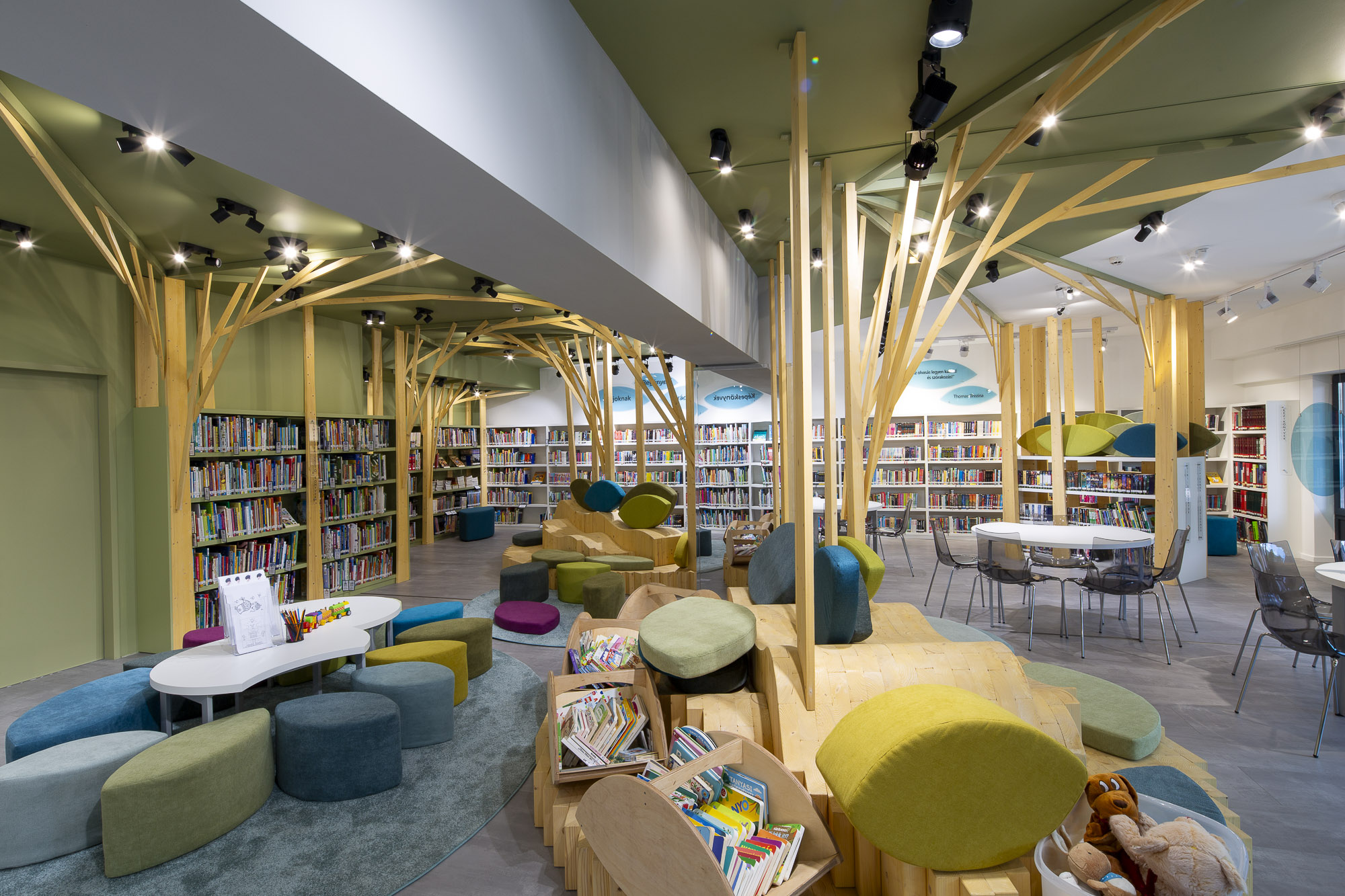
A Dr. Kovács Pál Könyvtár és Közösségi Tér Gyermekkönyvtára 2023-ban

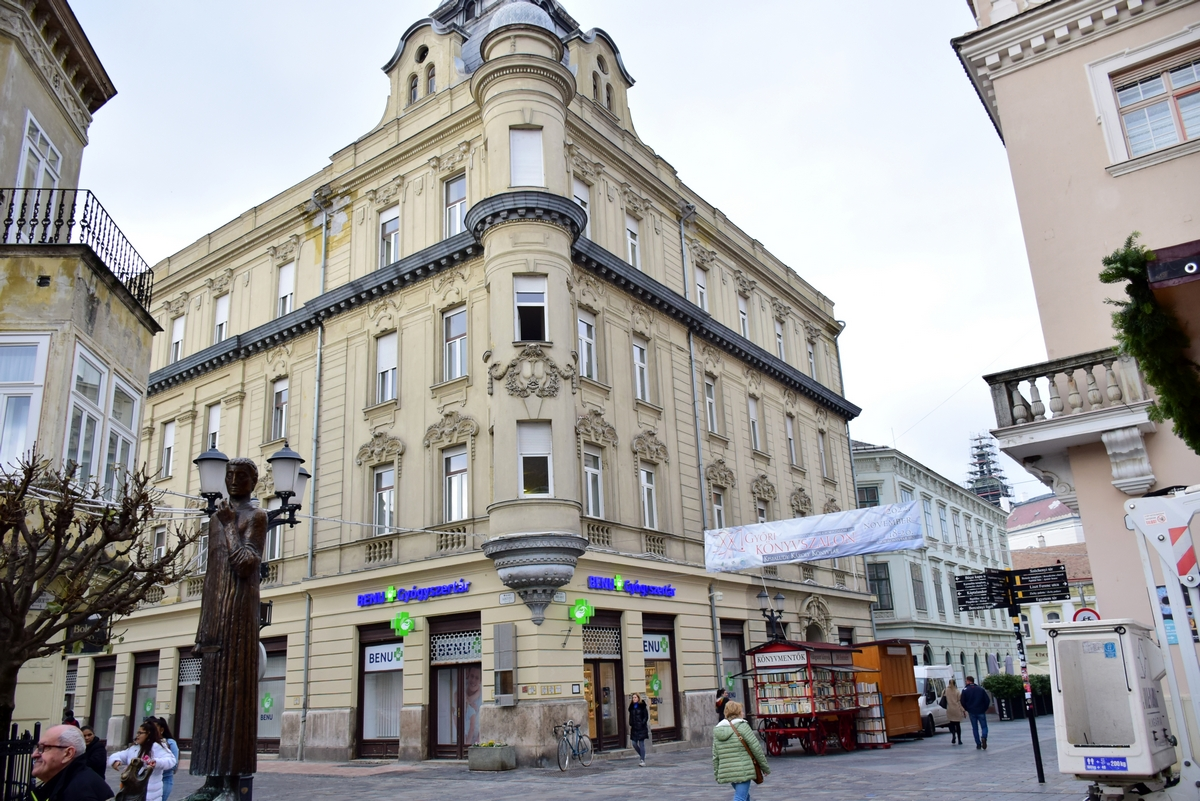
A Dr. Kovács Pál Könyvtár és Közösségi Tér Kisfaludy Károly Könyvtárának épülete Győrben, 2022-ben, a Baross utca 4. szám alatt
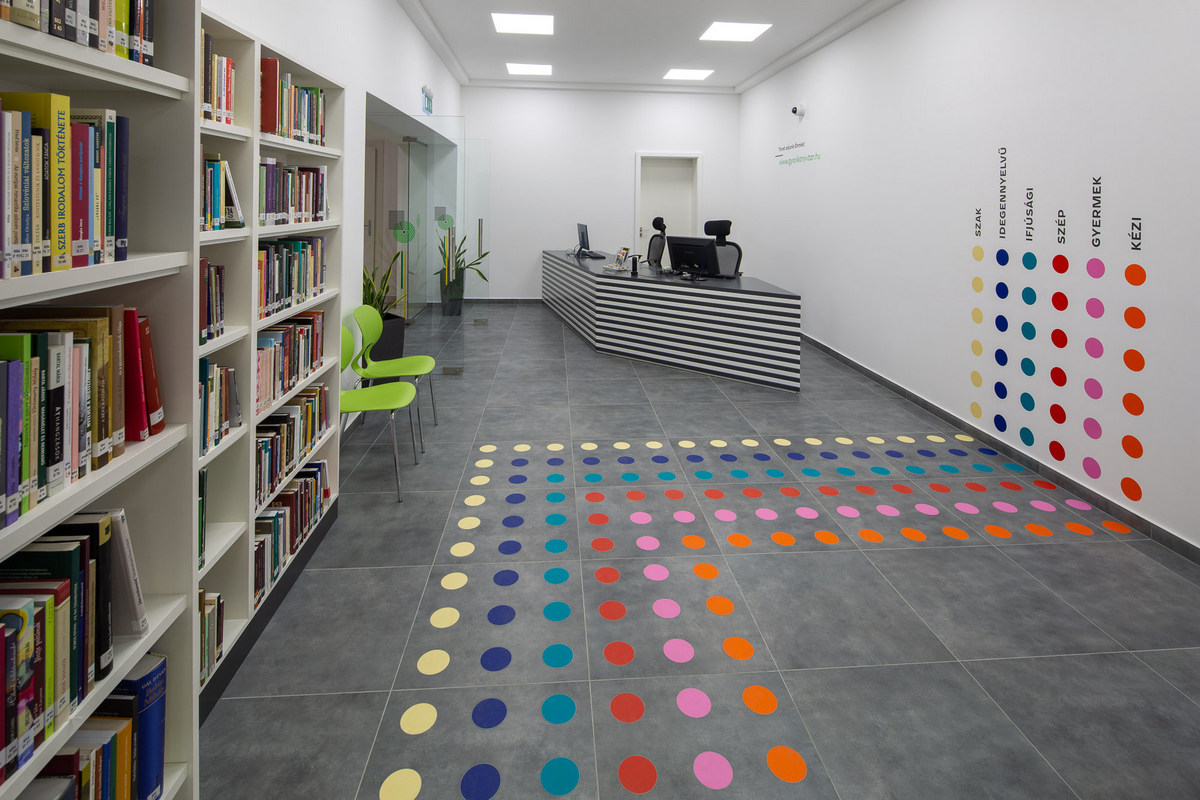
A Dr. Kovács Pál Könyvtár és Közösségi Tér Kisfaludy Károly Könyvtárának olvasószolgálata
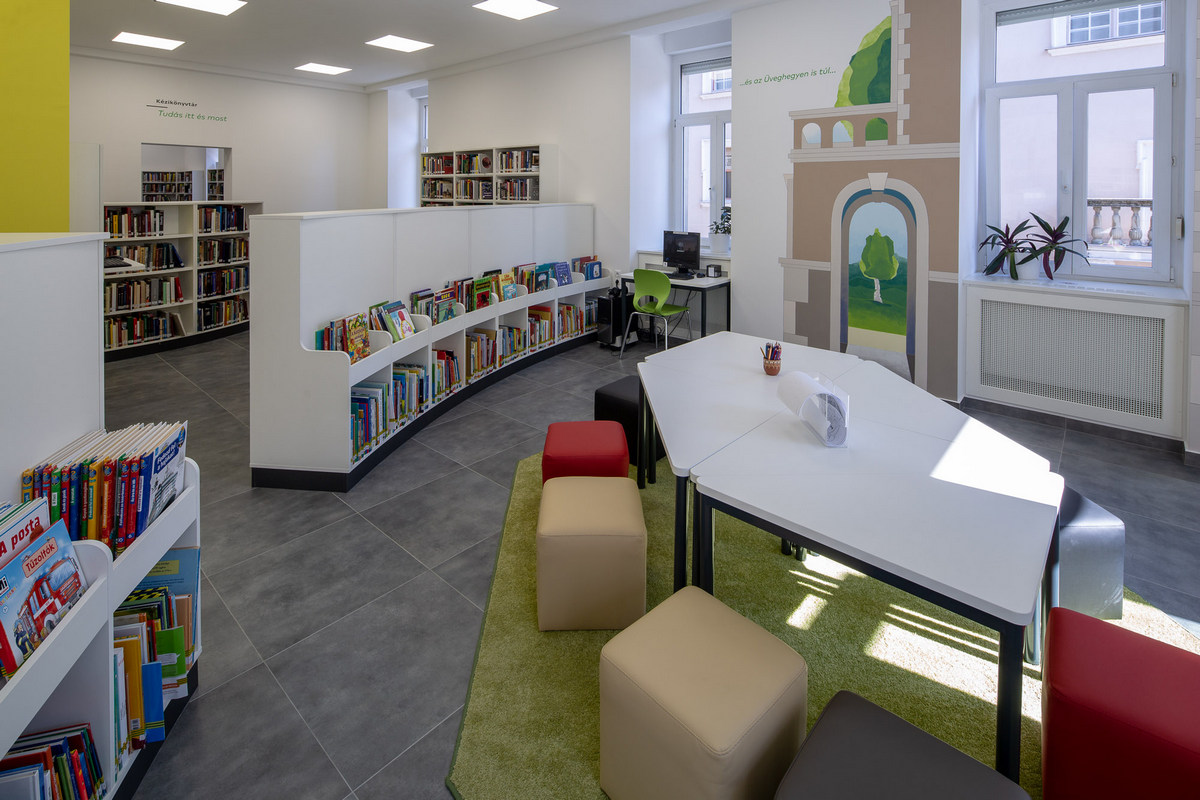
A Dr. Kovács Pál Könyvtár és Közösségi Tér Kisfaludy Károly Könyvtárának olvasószolgálata, a gyermeksarok
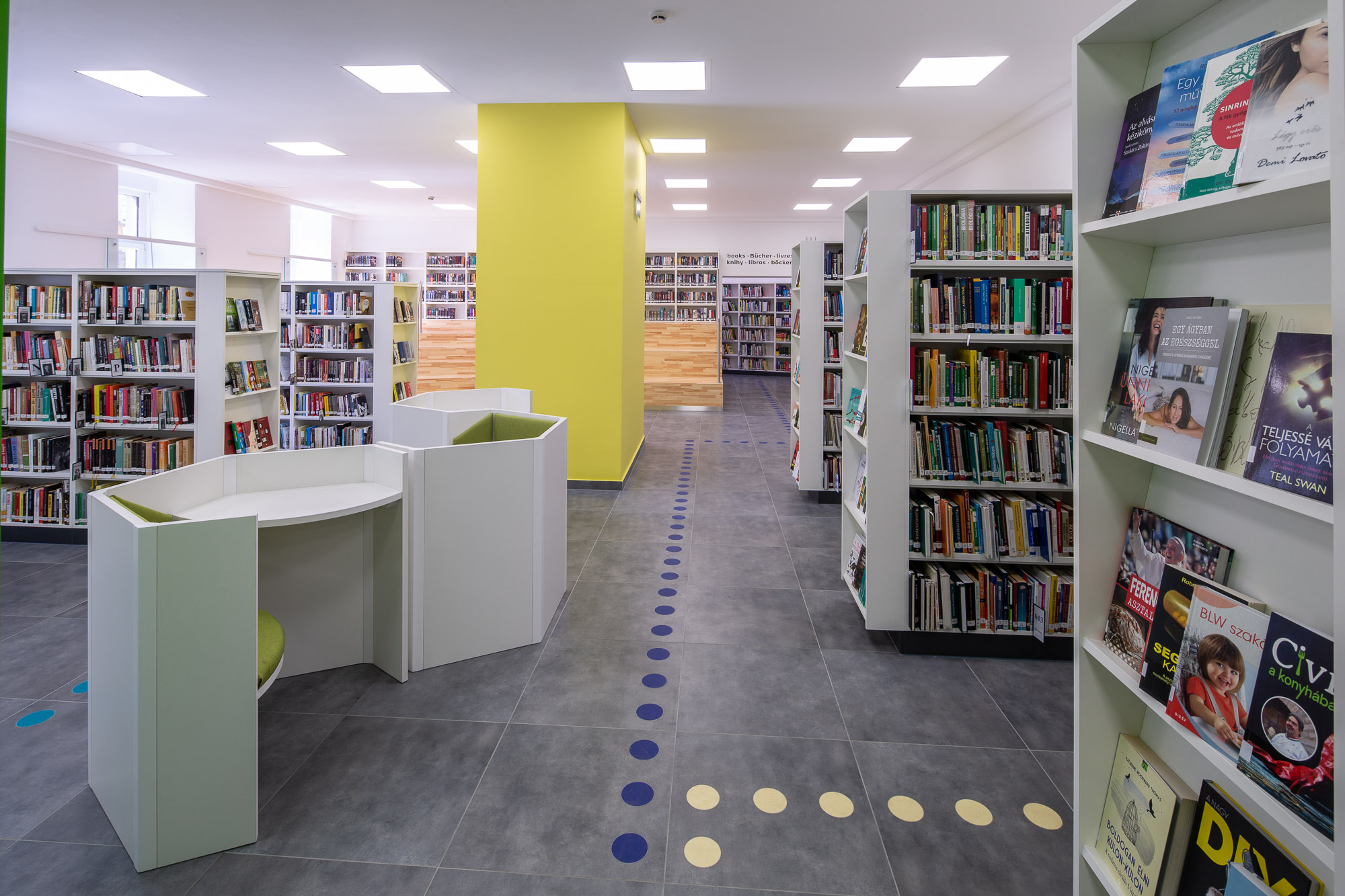
A Dr. Kovács Pál Könyvtár és Közösségi Tér Kisfaludy Károly Könyvtárának olvasószolgálata, a szabadpolcos állomány
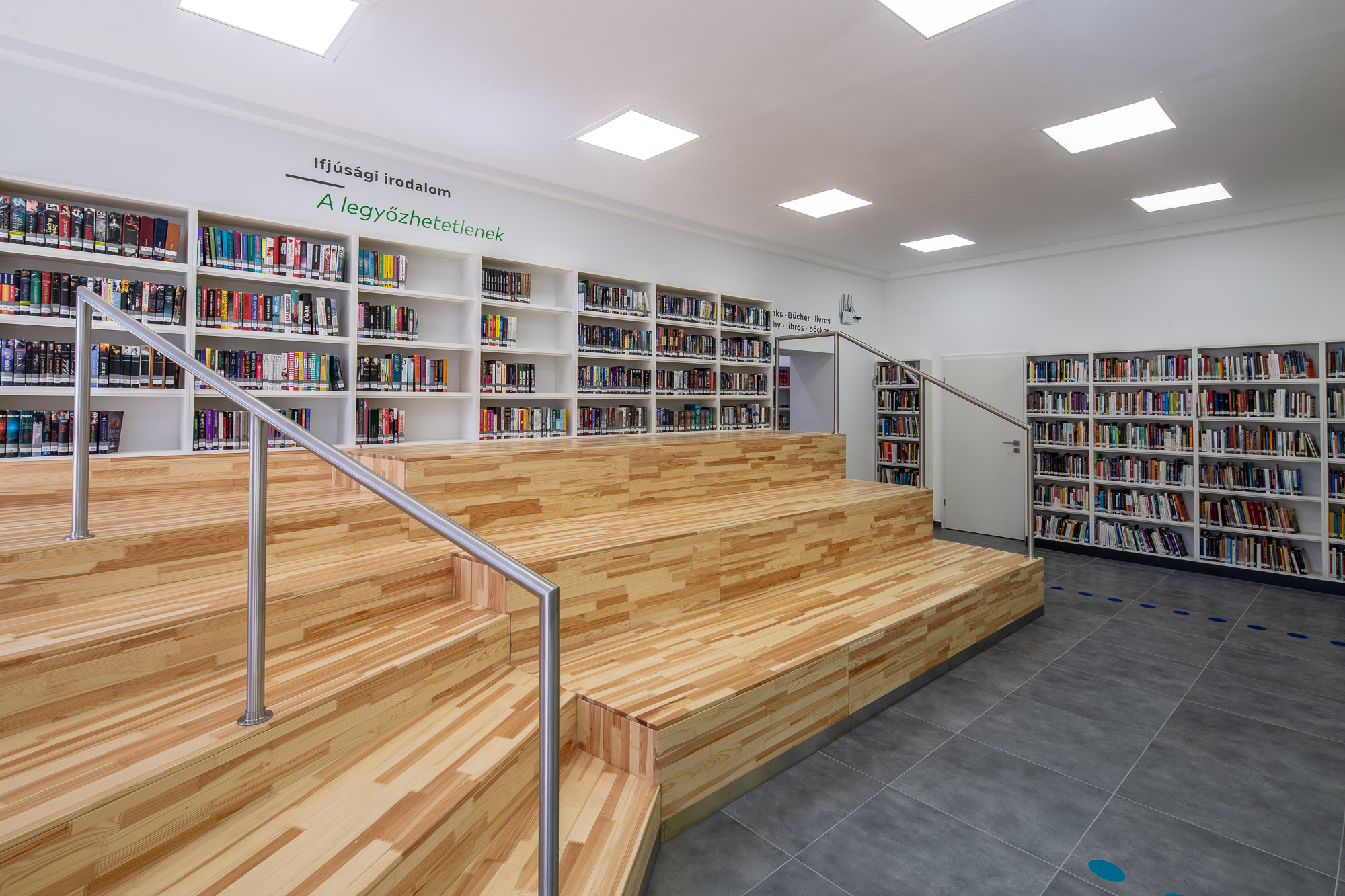
A Dr. Kovács Pál Könyvtár és Közösségi Tér Kisfaludy Károly Könyvtárának olvasószolgálata, az agora